# Chiến dịch Đường 9 – Khe Sanh
Chiến dịch Đường 9 – Khe Sanh còn được gọi là "Chiến dịch Đường 9" hay "Trận Khe Sanh", là một chiến dịch chính yếu trong chiến cục năm 1968 tại Việt Nam.
Các tài liệu Hoa Kỳ thường ghi nhận trận đánh này diễn ra trong 77 ngày từ tháng 1 đến tháng 4 năm 1968, và cũng chỉ đề cập đến diễn biến trong 77 ngày này, mà theo đó kết thúc với việc Thủy quân lục chiến Hoa Kỳ (TQLC) đóng ở Khe Sanh được Sư đoàn Không Kỵ số 1 cứu viện. Tuy nhiên đối với Quân đội Nhân dân Việt Nam (QĐNDVN) thì đây chỉ là giai đoạn 1 của chiến dịch, giai đoạn 2 kéo dài từ 9 tháng 4 đến 25 tháng 7 nhằm chiếm đóng Khe Sanh, cũng diễn ra rất quyết liệt. Tổng cộng 2 giai đoạn kéo dài 170 ngày, kết thúc khi lính Mỹ cuối cùng rút khỏi Khe Sanh và QĐNDVN hoàn toàn kiểm soát cứ điểm này, đánh dấu sự thất bại của hàng rào điện tử McNamara. Khe Sanh đã trở thành nơi mà lần đầu tiên, quân đội Hoa Kỳ phải rút bỏ một căn cứ quân sự trọng yếu bởi áp lực của đối phương.
Bởi vai trò chiến lược vô cùng quan trọng của trận đánh này, đây là một trong những trận chiến ác liệt và được bàn thảo nhiều nhất. Chỉ huy căn cứ Khe Sanh lúc đó là Đại tá Lownds (TQLC Hoa Kỳ), gồm có 1 tiểu đoàn pháo binh, 4 tiểu đoàn TQLC và sau đó nhận thêm Tiểu đoàn 37 Biệt động quân - Quân lực Việt Nam Cộng hòa, nâng tổng số quân tham chiến lên đến 6.680 người vào cuối tháng giêng.
Mục đích chủ yếu của QĐNDVN khi tấn công Khe Sanh là nhằm "nghi binh" cho các hướng tiến công chính trong Chiến dịch Tết Mậu Thân, bởi:
- Vị trí đặc biệt quan trọng của Khe Sanh giống như "cái mỏ neo" trong bản đồ quân sự của Mỹ, đặc biệt là uy hiếp đường Hồ Chí Minh và bảo vệ vùng I chiến thuật. Đây là trung tâm chỉ huy của Hàng rào điện tử McNamara mà Mỹ đang xây dựng nhằm cắt đứt đường Hồ Chí Minh. Phá hủy được cứ điểm này thì QĐNDVN mới nhổ được "cái gai" mà Mỹ định găm vào tuyến đường chi viện chiến lược này.
- Tập trung đánh và bao vây nhằm thu hút 1 lực lượng lớn quân Mỹ tham chiến, khiến cả nước Mỹ hồi hộp theo dõi "Trận Điện Biên Phủ thứ 2" có thể thay đổi cục diện cuộc chiến Việt Nam.

## Tầm quan trọng của Khe Sanh
Từ năm 1962, Mỹ và VNCH đã xây một căn cứ không quân - lục quân ở một thung lũng hẻo lánh ở gần khu vực biên giới Việt-Lào, có ý nghĩa chiến lược do nằm gần tuyến vận chuyển Đường mòn Trường Sơn nổi tiếng. Năm 1962, căn cứ này được Lực lượng Mũ Nồi Xanh (Green Berets) Hoa Kỳ sử dụng đầu tiên làm nơi xuất phát các phi vụ thám thính đi sâu vào vùng đất Lào. Vị trí chiến lược của Khe Sanh do đó đã gây nhiều trở ngại lớn cho sự tiếp vận từ miền Bắc vào chiến trường miền Nam.
Sau thất bại trong mùa khô 1965-1966, Robert McNamara, Bộ trưởng Quốc phòng Mỹ đã nảy ra ý định thiết lập một phòng tuyến chống xâm nhập hiện đại nhất ở bờ nam sông Bến Hải để ngăn chặn đối phương. Ý tưởng của McNamara đã được 47 nhà khoa học tài ba của nước Mỹ tổ chức nghiên cứu thực thi. Sau ba tháng nghiên cứu, hội đồng khoa học dưới sự điều khiển của McNamara đã vạch ra một kế hoạch với tham vọng lớn:
- Phòng tuyến ước tính có chiều rộng khoảng 20 km, từ nam vĩ tuyến 17 đến đường 9, chiều dài trên 100 km chạy song song với sông Bến Hải từ biển Đông đến Sê Pôn (Lào), trong đó hành lang mặt bằng xây dựng có bề ngang 500 mét sẽ được san bằng như một sân bóng để đối phương không có chỗ ẩn nấp.
- Xây dựng một hệ thống đồn bốt dày đặc, cứ khoảng 2 km có 1 tháp canh khoảng 4 km có 1 căn cứ cỡ đại đội hoặc tiểu đoàn.
- Bố trí một hệ thống công sự gồm đủ hầm hào, lô cốt kiên cố, hàng chục lớp hàng rào kẽm gai chằng chịt, xen kẽ với nhiều lớp bom mìn đủ kiểu: mìn định hướng, mìn đĩa, mìn lá, mìn Claymore, mìn chiếu sáng, lựu đạn nổ tức thì (Mỹ dự kiến sử dụng 20 triệu quả mìn và 25 triệu quả bom cỡ nhỏ). Đặc biệt phòng tuyến được trang bị phương tiện điện tử tối tân như "cây nhiệt đới", "máy thông minh", "máy phát hiện hơi người". Đây là các loại máy thu phát tiếng động tinh vi đủ cỡ 15 ngày, 3 tháng, hoặc 6 tháng thay pin một lần.

Căn cứ Khe Sanh được xác định là trung tâm của hệ thống hàng rào điện tử trên. Do đó, Khe Sanh-Quảng Trị được Mỹ xây dựng một tập đoàn phòng ngự mạnh, liên hoàn, kiên cố nhất của Mỹ ở địa đầu miền Nam Việt Nam gồm các cứ điểm Làng Vây, Chi khu quân sự Hướng Hóa, cụm cứ điểm phòng ngự sân bay Tà Cơn.
Cụm cứ điểm Tà Cơn là cái lõi của tập đoàn phòng ngự Khe Sanh của Mỹ, có chiều dài khoảng 5 km, rộng khoảng 3 km, có một đường băng dã chiến dài khoảng hơn 3.000 m đảm bảo hoạt động của máy bay C-130 Hercules và một số trực thăng vũ trang. Hệ thống công sự, vật cản được xây dựng kiên cố và liên hoàn; công sự chiến đấu bằng bê tông đúc sẵn, hố chiến đấu cá nhân có nắp bằng bao cát, một số lô cốt bằng bê tông, hầm ngầm, hệ thống giao thông hào, chiến hào liên hoàn; xung quanh bao bọc từ 6 đến 10 hàng rào dây kẽm gai các loại, các bãi mìn dày đặc, xen kẽ rải "cây nhiệt đới" (thiết bị thu tin điện tử) khắp các nơi. Tuy nhiên, phía lực lượng bắn tỉa của Việt Nam cũng thường lợi dụng lúc máy bay Mỹ chở quân đến sân bay Tà Cơn để tấn công, khiến lính Mỹ rất hoang mang với chiến thuật đánh nhanh, rút nhanh.

## Kế hoạch của hai bên

### Hoa Kỳ
Trong năm 1967, Quân đội Mỹ và Quân lực Việt Nam Cộng hòa (QLVNCH) đã đẩy dân thường ra khỏi các khu vực xung quanh khu vực phi quân sự vĩ tuyến 17 để tạo thành vùng "Tự do bắn phá" bất chấp lúc đó đang diễn ra mùa thu hoạch lúa gạo của người dân Quảng Trị. Quân đội Mỹ đã sử dụng hoạt động đốt nhà và đốt ruộng để buộc người dân di chuyển. Ở ngưỡng cửa năm 1968, tư lệnh quân Mỹ ở Nam Việt Nam, tướng William Westmoreland, quyết định rằng cần phải "thả mồi ngon" lùa quân địch vào bẫy, để buộc tướng Giáp phải đánh nhau theo cung cách quy ước, vốn là sở trường của quân Mỹ. Chiến dịch này mang tên Operation Scotland (từ ngày 1 tháng 11 năm 1967 đến ngày 31 tháng 3 năm 1968), nhận được sự tán thưởng của bộ sậu "diều hâu" ở Mỹ và Sài Gòn, Tổng thống Johnson cho đắp sa bàn Khe Sanh ở Nhà trắng và hằng ngày nghe "giao ban" về chiến sự ở đây. Vậy là, trong vành đai sắt dựng trên khu vực giáp giới với miền Bắc và Lào, ngoài hàng rào điện tử McNamara và hàng loạt căn cứ như Cửa Việt, Cồn Tiên, Đông Hà, Cam Lộ… Khe Sanh được Hoa Kỳ kỳ vọng sẽ là "nam châm" thu hút quân đối phương, để Hoa Kỳ dùng ưu thế hỏa lực tiêu diệt trong một thế trận "Điện Biên Phủ đảo ngược".Cả Nhà Trắng, Lầu Năm Góc và Bộ chỉ huy viễn chinh Mỹ ở Sài Gòn (MACV) tập trung nghiên cứu chiến lệ Điện Biên Phủ (Hồ sơ nghiên cứu trận Điện Biên Phủ phục vụ riêng cho Tổng thống Johnson dày hàng chục trang). Cả MACV lẫn Bộ chỉ huy tối cao Hoa Kỳ đều đã nhận thấy Khe Sanh có một thế mạnh căn bản so với không chỉ với Điện Biên Phủ, mà với mọi pháo đài từng có trong lịch sử. Đó là Khe Sanh được hỗ trợ bởi hệ thống hỏa lực cực mạnh, chế áp độc lập từ bên ngoài, gồm hàng chục lần chiếc pháo đài bay B-52 đánh phá mỗi ngày (lấy từ Chiến dịch Arc Light, 1965-1973, theo hồ sơ mật Nhà Trắng), gồm yểm trợ đường không cự ly gần bởi lực lượng khoảng 2.000 máy bay chiến đấu khác của không quân chiến thuật, không lực của Hải quân, không lực của Thủy quân lục chiến, với tần suất 500 lần chiếc ngày, (bay hoàn toàn bằng khí tài) hoạt động được cả trong điều kiện tầm nhìn zero cũng như ban đêm. Và đây đã trở thành "chiến dịch hỗ trợ hỏa lực đường không dày đặc nhất trong lịch sử chiến tranh".
Tuy nhiên, trong số những người ở Washington tin tưởng rằng sẽ có một "Điện Biên Phủ" ở Khe Sanh, không phải nhân vật nào cũng nhất quyết rằng Mỹ chắc thắng được ở đó. Theo thư gửi Tổng thống ngày 10 tháng 1 năm 1968, một đại diện cho khuynh hướng ngờ vực này phát biểu: "Điều đáng lo ngại là sự tập trung của bộ đội Việt Nam ở Lào chống lính thủy đánh bộ đồn trú ở Khe Sanh. Tổng thống nên yêu cầu tướng Westmoreland cân nhắc lợi hại về việc rút khỏi Khe Sanh, nhất là khi Đường 9 đã bị cắt… Tổng thống cần được yên tâm rằng, tướng Westmoreland tuyệt đối tự tin về khả năng đương đầu ở Khe Sanh; vì đây chính là cơ hội tốt nhất để một Điện Biên Phủ xảy ra. Mà kẻ địch thì đang tìm kiếm một trận Điện Biên Phủ". Cho dù thông điệp đầu năm 1968 của Tổng thống Mỹ đầy khích lệ, nhưng mối lo ngại về cái dớp "Điện Biên Phủ" vẫn lơ lửng trong phòng bầu dục. Có lần, Johnson quay về phía các trợ lý quân sự và hét to: "Quỷ tha ma bắt cái trận Điện Biên Phủ kia đi!".
Nhà báo, sử gia Mỹ Stanley Karnow kể: "Tổng thống Lyndon Johnson và Washington đã nghĩ rằng Khe Sanh là một Điện Biên Phủ nữa. Và họ đã làm cả sa bàn Khe Sanh ở Washington. Thậm chí, họ còn yêu cầu tướng Westmoreland - Tư lệnh Bộ chỉ huy cố vấn Quân sự Mỹ tại miền Nam Việt Nam - phải ký giấy cam đoan không được để mất Khe Sanh vì đó là danh dự của nước Mỹ". Westmoreland sau đó đã viết rằng: "Washington lo ngại rằng một số từ ngữ nặng nề mà tôi đã nói với báo chí cần phải chấm dứt, trớ trêu thay, câu trả lời những hậu quả đó có thể là: một thảm họa chính trị".

### Việt Nam Dân chủ Cộng hòa và Mặt trận Dân tộc Giải phóng miền Nam
Tháng 12 năm 1967, Bộ Chính trị Trung ương Đảng Lao động Việt Nam họp đã thông qua Nghị quyết (sau được Trung ương Đảng thông qua và coi là Nghị quyết Trung ương 14): "Đã đến lúc cần động viên những cố gắng lớn nhất của toàn Đảng, toàn dân, toàn quân ở cả hai miền, đưa cuộc chiến tranh cách mạng của ta lên một bước phát triển mới, thực hiện tiến công và nổi dậy đồng loạt để giành thắng lợi quyết định".
Qua nghiên cứu tình hình cách bố trí lực lượng cuối năm 1967, Tổng Quân ủy cùng Bộ Quốc phòng Việt Nam Dân chủ Cộng hòa đã vạch ra kế hoạch chiến lược năm 1968 là: Thực hiện cuộc tiến công đồng loạt vào thành phố, thị xã kết hợp với sự nổi dậy của quần chúng mở đầu cho một cuộc tổng công kích, tổng khởi nghĩa lấy chiến trường chính là Sài Gòn, Nam Bộ, Trị - Thiên - Huế, trọng điểm là Sài Gòn, Huế, Đà Nẵng. Cùng với đó, thực hiện đòn tiến công của bộ đội chủ lực nhằm thu hút, phân tán lực lượng, tiêu diệt địch mà chiến trường chính là hướng Đường 9 – Khe Sanh. Mặt trận Đường 9 – Khe Sanh sẽ thực hiện nhiệm vụ thu hút, giam chân một bộ phận quan trọng lực lượng cơ động chiến lược của địch (chủ yếu là lính Mỹ), góp phần tạo điều kiện thuận lợi cho toàn miền Nam, trước hết là khu vực Trị-Thiên-Huế thực hiện đòn chiến lược tổng tiến công Tết Mậu Thân 1968.
Để thực hiện quyết tâm chiến lược trên, ngày 6 tháng 12 năm 1967, Quân ủy Trung ương và Bộ Quốc phòng đã quyết định thành lập Đảng ủy và Bộ Tư lệnh Chiến dịch Đường 9 – Khe Sanh. Theo quyết định trên, Thiếu tướng Trần Quý Hai Phó tổng tham mưu trưởng làm tư lệnh, Thiếu tướng Lê Quang Đạo, Phó chủ nhiệm Tổng cục Chính trị làm Chính ủy mặt trận.
Quân ủy Trung ương và Bộ tổng tư lệnh, Đảng ủy Bộ tư lệnh Mặt trận Đường 9 - Bắc Quảng Trị ra nghị quyết chỉ rõ: Trong Xuân - Hè năm 1968, toàn mặt trận phải quyết tâm thực hiện tốt nhiệm vụ: tiêu diệt một bộ phận quan trọng sinh lực địch, chủ yếu là Mỹ. Khi có điều kiện thì phá vỡ một phần hệ thống phòng ngự của địch ở đường 9 và phát triển vào Trị - Thiên - Huế. Thu hút, giam chân, tiêu diệt lực lượng Mỹ - ngụy ra Đường 9 càng nhiều càng tốt.
Đối với phía Mỹ, cho đến nhiều thập niên sau khi Chiến tranh Việt Nam kết thúc, mục đích thực sự của Quân Bắc Việt trong Chiến dịch Đường 9 – Khe Sanh vẫn còn là một điều bí ẩn. Tướng Westmoreland vẫn tin mục đích chính của QĐNDVN là chiếm giữ Khe Sanh và tạo nên một "trận Điện Biên Phủ mới". Theo đó thì đây chính là nguyên nhân vì sao QĐNDVN tập trung một lực lượng rất lớn cho trận đánh này (4 sư đoàn, trong đó 2 sư đoàn trực tiếp bao vây Khe Sanh). Nhiều ý kiến khác lại cho rằng lực lượng quanh Khe Sanh đơn giản chỉ để phục vụ mục đích phòng thủ cục bộ tại Khu phi quân sự vĩ tuyến 17, hoặc để dự phòng trong trường hợp một cuộc tấn công ra miền Bắc của quân Mỹ tương tự như Trận Inchon trong Chiến tranh Triều Tiên. Theo John Prados và Ray Stubbe thì "hoặc có thể cuộc Tổng tiến công Tết là một đòn đánh lạc hướng nhằm phục vụ cho sự chuẩn bị của Quân Bắc Việt cho một trận đánh quyết định tại Khe Sanh, hoặc Khe Sanh là một đòn đánh lạc hướng để thu hút sự chú ý của Westmoreland trong những ngày trước Tết".
Sau này, việc đối chiếu với các tài liệu của QĐNDVN đã cho thấy vế thứ hai là chuẩn xác, có nghĩa là Westmoreland thực sự đã bị đối phương dùng kế nghi binh đánh lạc hướng. Trong cuộc phỏng vấn vào tháng 9 năm 1994 của 1 đại tá Hoa Kỳ, đại tướng Võ Nguyên Giáp cho biết: ông biết khả năng không quân của Mỹ là cực mạnh khiến việc lặp lại Điện Biên Phủ là không thể, mục tiêu thực tế mà ông theo đuổi là gây cho quân Mỹ thương vong lớn khiến họ phải sa lầy, nhụt chí và cuối cùng phải tự rút khỏi đó. Thực tế ông đã đạt được mục tiêu đó sau 6 tháng giao chiến khiến quân Mỹ liên tục bị tiêu hao sinh mạng ở mức độ cao.

## Binh lực các bên

### Quân đội Nhân dân Việt Nam
Lực lượng QĐNDVN tham gia chiến dịch là:
- Các Sư đoàn bộ binh 304, 320, 324B và 325 (từ tháng 5, Sư đoàn 308 và Trung đoàn 246 vào thay cho các Sư đoàn 324B và 325 đi chiến trường khác),
- Trung đoàn 270 (Vĩnh Linh) và 2 tiểu đoàn bộ đội địa phương QK4 đồn trú ở tỉnh Quảng Trị, 1 đoàn và 5 đại đội đặc công.
- 4 trung đoàn pháo binh (16, 45, 84 và 204, sau tăng thêm trung đoàn 675). Toàn chiến dịch đã huy động 4 khẩu pháo 76mm, 8 khẩu pháo 85mm, 12 khẩu pháo 100mm, 8 khẩu pháo 105mm, 36 khẩu pháo 122mm, 16 khẩu pháo 130mm, 8 khẩu pháo 152mm, 120 ống phóng rốc-két vác vai DKB và 9 xe phóng BM-14.
- 3 trung đoàn pháo phòng không (128, 282 và 241).
- 1 tiểu đoàn tăng - thiết giáp (tiểu đoàn 198 thuộc Trung đoàn 203), trang bị 30 xe tăng hạng nhẹ PT-76).
- 1 tiểu đoàn thông tin, 1 tiểu đoàn trinh sát, 1 tiểu đoàn hoá học, 1 trung đoàn và 2 tiểu đoàn công binh, 1 đại đội súng phun lửa, 6 tiểu đoàn vận tải và lực lượng vũ trang các huyện Gio Linh, Cam Lộ, Hướng Hóa.

Về phương thức tác chiến, điểm nổi bật là chuyển từ tác chiến chủ yếu bằng bộ binh sang tác chiến hiệp đồng binh chủng, lần đầu tiên sử dụng nhiều loại vũ khí hạng nặng, nhất là pháo binh và xe tăng; đặc biệt là sử dụng lực lượng xe tăng bí mật, bất ngờ tiến công diệt địch.
Là chiến dịch hiệp đồng binh chủng quy mô lớn nên ngoài lực lượng bộ binh, chiến dịch đã sử dụng 136 khẩu pháo xe kéo hoặc súng cối từ cỡ 100mm trở lên; 150 khẩu pháo cao xạ 37mm và 57mm; 30 xe tăng PT-76 và 157 xe kéo bánh xích; 821 xe ô tô. Trong giai đoạn chuẩn bị, hậu cần chiến dịch đã bảo dưỡng, sửa chữa nâng cao hệ số đảm bảo kỹ thuật sẵn sàng chiến đấu, cụ thể: Pháo mặt đất từ 87% lên 96%; pháo cao xạ từ 90% lên 98%; xe cơ giới các loại từ 74% lên 92%.

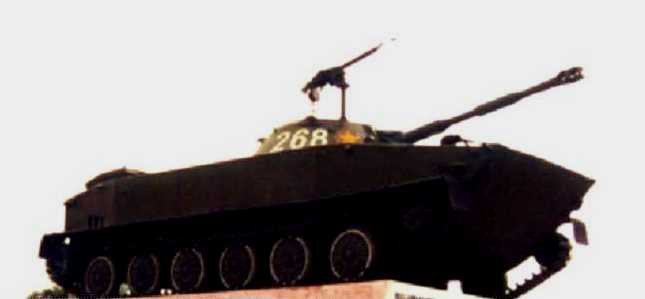
Xe tăng PT-76 số hiệu 268 từng tham gia chiến dịch (nay đặt tại tượng đài chiến thắng Làng Vây)

Việc lần đầu tiên đưa xe tăng vào tác chiến trên địa hình rừng núi là một kỳ công. Tiểu đoàn 198 xuất phát từ huyện Lương Sơn, tỉnh Hòa Bình ngày 15 tháng 10 năm 1967, hành quân vào Nam theo đường Hồ Chí Minh. Qua 50 ngày hành quân, chủ yếu là di chuyển ban đêm, tiểu đoàn đã đưa 30 xe tăng PT-76 đi vòng vèo qua hơn 1.000 km, qua năm con sông lớn, lội 250 ngầm, từng bị không quân Mỹ đánh vào đội hình 15 lần. Nhiều linh kiện, đạn dược của xe tăng được gùi cõng bằng những đôi chân trần của dân công, được đóng bè tre nứa vượt sông suối để bảo đảm bí mật, bất ngờ. Khi vượt sông Sê Pôn, sông Sê Păng Hiêng, mỗi lần phải vận động trên 300 người dân để làm đường ngầm cho xe vượt sông, chặt nứa kết bè vận chuyển nhu yếu phẩm, xích xe tăng. Xe tăng đi tới đâu là quân dân đi theo tới đó để xóa dấu bánh xích nhằm không để cho địch phát hiện. Hàng trăm ống tre kết thành giàn dựng phía trên xe tăng, tre rỗng ở giữa góp phần tiêu hao nhiệt lượng do máy móc phát ra khiến máy bay không thể sử dụng phương tiện hiện đại để dò, cuộc hành quân diễn ra 2 tháng nhưng quân Mỹ hoàn toàn không phát hiện và bảo đảm an toàn tuyệt đối. Đến cuối tháng 11, tiểu đoàn đã vào đến vị trí tập kết ở Nậm Khang, phía nam đèo Văng Mu, cách cứ điểm Huội San khoảng 70 km về phía tây. Khi chiến dịch bắt đầu, các tướng lĩnh Mỹ hoàn toàn bất ngờ khi biết quân Giải phóng có xe tăng tham chiến
Đây là chiến dịch do Bộ Quốc phòng mở và trực tiếp chỉ huy, tổ chức tiến công trên hai hướng: Hướng Tây là hướng chủ yếu, hướng Đông là hướng quan trọng. Nhu cầu bảo đảm cho chiến dịch khoảng 26.700 tấn hàng các loại. Để bảo đảm kịp thời vật chất cho các lực lượng, ngay sau khi nhận lệnh, lực lượng vận tải quân sự chiến lược và Mặt trận B5 đã khẩn trương vận chuyển chuẩn bị cho Chiến dịch. Đến ngày 20/1/1968, trên hướng Tây đã tiếp nhận, dự trữ 1.631 tấn gạo, 108 tấn thực phẩm, 640 tấn đạn và 50 tấn hàng khác. Trên hướng Đông, Hậu cần Chiến dịch đã tiếp nhận, dự trữ 2.137 tấn gạo, 238 tấn thực phẩm, 2.320 tấn đạn, 300 tấn xăng dầu, 200 tấn hàng khác. Toàn Chiến dịch đã chuẩn bị được 7.624 tấn vật chất (đạt 81,1% kế hoạch), đủ khả năng bảo đảm cho các đơn vị tác chiến.
Để bảo đảm đầy đủ, kịp thời nhu cầu vật chất hậu cần, vũ khí trang bị, đạn dược cho chiến dịch, trên cả hai hướng đông và tây có từ 4 đến 6 tiểu đoàn và 11 đại đội vận tải bộ; từ 7 đến 11 đội điều trị; từ 4 đến 6 trạm sửa chữa xe kỹ thuật; 4 tiểu đoàn dân công của các tỉnh: Quảng Bình, Hà Tĩnh, Nghệ An. Tổng lực lượng làm công tác bảo đảm hậu cần lúc cao điểm lên tới 7.624 cán bộ, chiến sĩ và dân công. Đến cuối tháng 6-1968, các lực lượng vận tải đã tổ chức vận chuyển dự trữ được 22.253 tấn hàng, trong khi tiêu thụ toàn chiến dịch khoảng 15.923 tấn, chiếm khoảng 71% tổng dự trữ. Với khối lượng vật chất như vậy, bộ đội hậu cần đã đáp ứng được đầy đủ và kịp thời mọi nhu cầu vật chất hậu cần cho chiến dịch; bảo đảm tốt cho đơn vị, không vì thiếu vật chất mà chiến dịch phải tự hoãn. Quân y chiến dịch đã tăng cường khả năng phẫu thuật lên tuyến trước. Các đội điều trị đã triển khai thành 2 tuyến gồm: 3 đội tiếp cận các tiểu đoàn quân y sư đoàn; 4-8 đội triển khai ở tuyến sau tiếp tục cứu chữa thương binh. Quá trình Chiến dịch đã vận chuyển nhanh thương binh về các tuyến quân y; chữa khỏi, trả về đơn vị 6.744 thương binh, ngoài ra có 5.560 binh sĩ bị ốm (tiêu chảy, sốt rét, bệnh ngoài da, cảm sốt...) đã được cấp phát thuốc chữa trị.
Tổng cộng lực lượng trên toàn tuyến có khoảng 40.000 quân (trong quá trình chiến dịch được chi viện thêm khoảng 17.500 quân). Trong đó Sư đoàn 304 và Sư đoàn 325 (tổng cộng khoảng 17.200 quân) thực hiện bao vây Khe Sanh, còn các Sư đoàn 320 và 324 (tổng cộng khoảng 16.900 quân) thực hiện cắt Đường 9, chặn quân tiếp viện của Mỹ. Các lực lượng vũ trang địa phương, các đơn vị đặc công thực hiện đánh tập kích diệt các đoàn vận tải, tiêu hao sinh lực địch.
Trong Chiến dịch này, QĐNDVN đã sử dụng lực lượng lính bắn tỉa số lượng ít (cả mặt trận B-5 của QĐNDVN vào năm 1967 chỉ có hơn 100 lính bắn tỉa, số này còn bị hao hụt do hoạt động càn quét của Mỹ, số lượng thực tế tham chiến ở Khe Sanh chỉ khoảng chưa đến 10 người) nhưng hiệu quả cao, gây nhiều thiệt hại và sự hoang mang cho lính Mỹ. Phần lớn lực lượng này mới ngoài 20 tuổi với 03 tháng huấn luyện. Vũ khí trang bị chủ yếu là K44 có lắp kính ngắm quang học được sử dụng từ thời Thế chiến thứ hai. Tuy súng có nhược điểm là độ giật rất mạnh có thể khiến chấn thương bả vai của xạ thủ nhưng đạn có độ xuyên lớn, sức công phá mạnh. Để tiêu diệt lực lượng bắn tỉa này, phía Mỹ sử dụng bom napalm để hủy diệt các ngọn đồi cỏ cao gianh. Tuy nhiên, lực lượng bắn tỉa QĐNDVN cũng đổi chiến thuật sang đào hầm ngụy trang.

### Thủy quân lục chiến Hoa Kỳ
Lực lượng của Hoa Kỳ trong trận Khe Sanh chủ yếu thuộc Quân đoàn tác chiến thủy - bộ III Thủy quân lục chiến (III Marine Amphibious Force). Có khoảng 45.000 quân trên toàn tuyến (trong đó có 28.000 quân Mỹ), gồm 3 trung đoàn tăng cường thuộc Sư đoàn Thủy quân lục chiến số 3; 4 tiểu đoàn tàu tuần tra và vận tải (5, 10, 53 và 301), 9 tiểu đoàn pháo binh, 3 tiểu đoàn và 1 đại đội cơ giới, trong quá trình phòng ngự được sự chi viện mạnh của không quân, pháo binh ở phía sau.
Riêng ở Khe Sanh, Mỹ có 3 tiểu đoàn thuộc Trung đoàn 26, 1 tiểu đoàn thuộc Trung đoàn 9 TQLC Mỹ, Sở chỉ huy tiền phương số 3 (Forward Operating Base 3) của Lục quân Hoa Kỳ với quân số 5.880 lính, 1 tiểu đoàn pháo 155 mm, 1 đại đội xe tăng, 1 đại đội chống tăng, Tiểu đoàn 37 Biệt động quân VNCH, 1 đội thám báo 300 lính, tổng cộng 6.680 lính.

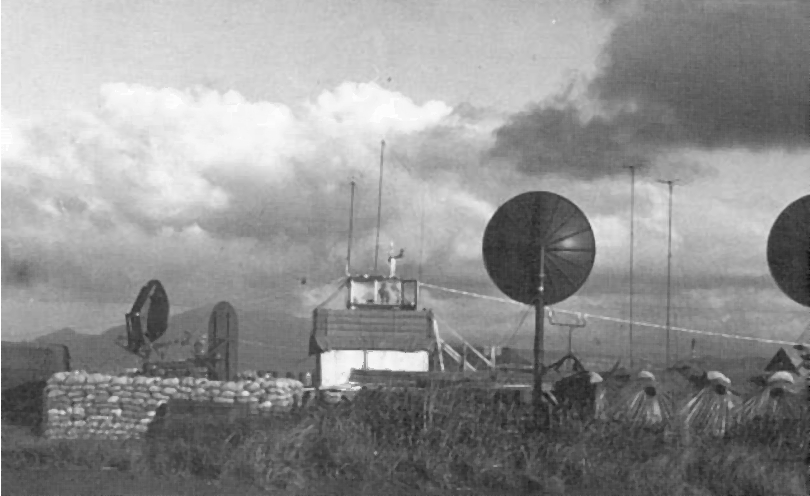
Trung tâm radar chỉ huy của Mỹ ở Khe Sanh

Từ tháng 4 khi Mỹ mở Chiến dịch Pegasus huy động thêm Sư đoàn Không kỵ số 1 của Mỹ, Trung đoàn 1 và Trung đoàn 26 TQLC Mĩ, Chiến đoàn dù 3 VNCH cùng nhiều đơn vị Biệt động quân và bảo an, tổng cộng 20.000 quân yểm trợ bởi 300 trực thăng, 148 khẩu pháo.
Bên cạnh đó, Chiến dịch Niagara và Chiến dịch Arc Light để hỗ trợ không quân cho Khe Sanh cũng thu hút một lực lượng hùng hậu: hơn 1.000 trực thăng (nhiều hơn số trực thăng chiến đấu của 3 nước Anh, Pháp, Đức cộng lại), không quân Mỹ đã xuất kích 24.000 lần chiếc kể cả máy bay chiến lược B-52, trút hơn 114.000 tấn bom các loại (gấp 7 lần quả bom nguyên tử Mỹ ném xuống Hiroshima và bằng lượng bom ném xuống Nhật suốt cả năm 1945).
Bảo đảm kỹ thuật - hậu cần cho Khe Sanh, bao gồm tải thương bằng trực thăng (MediVac); và phương thức tiếp tế LAPES (Low Attiude Parachute Extraction System - thả dù ở độ cao tầm thấp) thực hiện bởi một cầu hàng không hiện đại, quy mô khổng lồ trên các máy bay vận tải C-130. Mỹ có thể đáp ứng cho Khe Sanh tới 600 tấn hàng tiếp tế/ngày (trong khi Pháp chỉ cung cấp được cho Điện Biên Phủ 100 tấn). Từ 19 đến 25 tháng 1, một hệ thống cảm biến điện tử hiện đại mang bí hiệu Muscle Shoals cũng được triển khai quanh Khe Sanh để hỗ trợ cho các hệ thống trinh sát đường không và trên bộ.
Quân đội Hoa Kỳ ở Khe Sanh được yểm trợ hỏa lực bởi những vũ khí tân kỳ nhất thời đó. Các tổ hợp radar phản pháo mới như SKY SPOT; 16 pháo tự hành "Vua Chiến trường" M107 175 mm bố trí tại Trại Carroll ở gần Cam Lộ và trận địa trên đỉnh đồi Rockpile, 18 lựu pháo 105 mm, 8 pháo 155 mm tại các căn cứ pháo binh tại Quảng Trị, pháo yểm trợ tầm trung từ trận địa bắc đèo Hải Vân… Được đặc biệt tin tưởng còn có đạn pháo 105 mm COFAM (Combined Ordinance Fragmentary Antipersonnel Munition) nổ từng tràng trên cao, văng vô vàn mảnh bao phủ một tầm sát thương rộng lớn, giống như bom bi; cũng như đạn pháo "tổ ong" (flechettes), khi nổ bắn ra muôn vàn mũi tên thép trong một hình nón 30 độ, rất hữu hiệu chống bộ binh…
Phía Mỹ cũng sử dụng chiến tranh tâm lý ở Khe Sanh với các hoạt động chiêu hồi, rải truyền đơn với hình ảnh một bữa cơm gia đình và có một dấu hỏi hàm ý thiếu ai trong bữa cơm đó để gây nỗi nhớ nhà cho người lính Quân Giải phóng.

## Diễn biến
Bộ chỉ huy QĐNDVN, tham chiến dưới danh nghĩa Quân Giải phóng miền Nam Việt Nam (QGP), chia chiến dịch ra làm 4 giai đoạn:
- Đợt 1 (20 tháng 1 - 7 tháng 2), QGP tiến công quận lỵ Hướng Hoá và cứ điểm Huội San (xem trận Huội San, 24 tháng 1 năm 1968), diệt cứ điểm Làng Vây (xem trận Làng Vây, 6 và 7 tháng 2 năm 1968), làm chủ đoạn đường 9 từ Cà Lu đến biên giới Việt - Lào.
- Đợt 2 (8 tháng 2 - 31 tháng 3): phát triển lên vây lấn và pháo kích căn cứ Khe Sanh suốt 50 ngày đêm; bao vây Cồn Tiên, đánh một số trận ở hướng Đông Quốc lộ 1 để ngăn chặn lực lượng Mỹ tới ứng cứu cho Khe Sanh.
- Đợt 3 (1 tháng 4 - 30 tháng 4): đánh quân Mỹ ứng cứu trong Chiến dịch Pegasus, giải toả, giữ vững các khu vực làng Khoai, Cu Bốc, các cao điểm 689 và 622, triệt phá giao thông trên Đường 9.
- Đợt 4 (8 tháng 5 - 15 tháng 7): khôi phục thế vây lấn căn cứ Khe Sanh, chặn đánh quân Mỹ rút chạy khỏi Khe Sanh.

### Đợt 1
Trận đánh mở màn nổ ra ngày 20 tháng 1 năm 1968, xảy ra trên Cao điểm 881-Nam (Có hai ngọn đồi mang tên "881", một ngọn nằm về hướng Bắc của Khe Sanh, và ngọn kia nằm về hướng Nam). Ngọn đồi này được phòng thủ bởi một cánh quân của Tiểu đoàn 1/3 TQLC Hoa Kỳ, gồm Ban chỉ huy của Đại đội M, hai trung đội bảo vệ, và toàn thể lực lượng của Đại đội K. Rạng sáng 20 tháng 1, Đại đội I Tiểu đoàn 3/26 TQLC Mỹ bị QGP phục kích ở gần 881 Nam, chỉ trong ít phút đã có hơn 15 lính Mỹ chết, 21 bị thương và 19 mất tích (ngày hôm sau tìm thấy xác). Các căn cứ hỏa lực Mỹ quanh vùng đáp trả, bom napalm từ phi cơ không yểm ném xuống ngăn cản các đợt xung phong của QGP. Toán TQLC Mỹ bị thiệt hại nặng, phải rút lui về vị trí cũ trên Cao điểm 881-Nam.
Trong khi ấy, hai trung đội TQLC của Đại đội M Tiểu đoàn 3/26 được trực thăng vận đến Cao điểm 881-Nam. Toán quân này chuẩn bị hợp sức với Đại đội I Tiểu đoàn 3/26 để ngày hôm sau mở cuộc lục soát về hướng Cao điểm 881-Bắc. Cuộc hành quân này đưa đến một vụ đụng độ ác liệt dưới chân Cao điểm 881-Bắc với Tiểu đoàn 6, Trung đoàn 95C QGP. Quân Mỹ có ưu thế hỏa lực áp đảo nhờ có trực thăng chiến đấu yểm trợ và đẩy lùi được đợt tấn công. Kết thúc trận đánh, Mỹ thiệt hại 7 chết và 35 bị thương, phía QGP có 15 người chết và 95 bị thương.
Rạng ngày 21 tháng 1 năm 1968, Sư đoàn 325 QGP dùng Tiểu đoàn 6 Trung đoàn 2 đánh Cao điểm 832 (Mỹ gọi là 861, về phía tây bắc Tà Cơn khoảng 4 km) do Đại đội K, Tiểu đoàn 3/26 TQLC Mỹ tổ chức phòng ngự. Mặc dù được hỏa lực pháo binh chi viện nhưng quân Mỹ dựa vào lợi thế điểm cao, có hệ thống công sự trận địa phòng ngự vững chắc, đặc biệt là được cụm pháo Tà Cơn chi viện trực tiếp nên các đợt tấn công Tiểu đoàn 6 đều bị đẩy lùi và bị thiệt hại lớn, 20 người chết, 68 bị thương. Quân Mỹ có 4 chết và 11 bị thương.

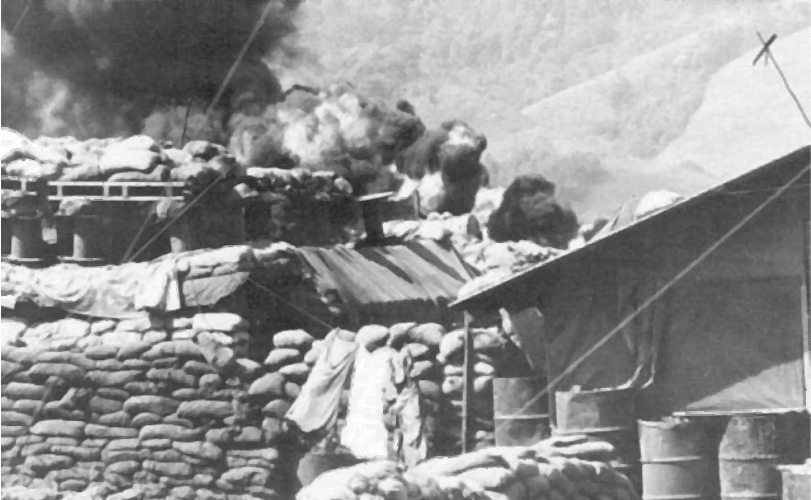
Kho đạn trong căn cứ Khe Sanh bốc cháy vì pháo kích

Đêm ngày 20, rạng ngày 21 tháng 1, pháo binh chiến dịch của Sư đoàn 304 QGP phát hỏa. Đòn tiến công bất ngờ kéo dài với uy lực mạnh đánh vào nhiều mục tiêu quan trọng ở Khe Sanh đã "khoan" nhiều hố trên đường băng, làm nổ tung kho đạn 1.500 tấn, phá một máy bay lên thẳng. Mô tả cảnh tượng trên, nhà báo Mỹ Micheal McClear viết: "Rạng sáng ngày 21 tháng 1 năm 1968, pháo tầm xa của Bắc Việt Nam mở màn cuộc bao vây ở Khe Sanh với sự chính xác tai hại, 300 quả đạn đã làm 18 lính Mỹ chết, 40 bị thương, những quả đạn pháo ấy như rơi ngay vào Oa-sinh-tơn".
Ngày 22 tháng 1 năm 1968, tình hình Khe Sanh nguy ngập bởi kho đạn 1.500 tấn, chiếm phần lớn dự trữ đã bị phá hủy. Tiểu đoàn 1 Trung đoàn 9 TQLC Hoa Kỳ cùng máy bay vận tải chở đạn dược khẩn cấp đến tăng cường cho Khe Sanh.
Tiếp tục thực hiện ý định chiến dịch, ngày 23 tháng 1, Bộ Tư lệnh Mặt trận Đường 9 – Khe Sanh hạ lệnh tiến công tiêu diệt cứ điểm Huội San nằm sát biên giới Việt - Lào. Huội San là khu vực phòng ngự của quân Hoàng gia Lào (6 đại đội) và một số trung đội dân vệ, tổng cộng gần 1.000 quân tổ chức thành 12 cứ điểm nhỏ, trung tâm là cứ điểm Tà Mây. Để đảm bảo đánh chắc thắng, ngoài lực lượng Trung đoàn 24 Sư đoàn 304, Bộ Tư lệnh đã tăng cường thêm 1 đại đội xe tăng lội nước (11 xe PT-76) 1 đại đội công binh, một số trung đội địa phương và một số cán bộ địch vận của Pathet Lào.
Lúc 19 giờ ngày 23 tháng 1, khi hỏa lực pháo binh bắn chuẩn bị, các mũi tiến công của bộ binh và xe tăng QGP bắt đầu xuất phát xung phong. Được xe tăng chi viện, các mũi tiến công của bộ binh nhanh chóng vượt qua cửa mở, thọc sâu, chia cắt địch, diệt sở chỉ huy, chiếm các mục tiêu và dập tắt mọi sự chống cự của đơn vị Quân đội Hoàng gia Lào đồn trú. Lúc 8 giờ sáng cùng ngày, QGP đã làm chủ căn cứ Tà Mây cùng hệ thống phòng ngự Huội San. Phần lớn hơn 800 quân Lào chốt giữ ở đây đều bị hạ và bắt giữ, chỉ một bộ phận nhỏ (khoảng 350 lính) chạy thoát về Làng Vây. QGP thiệt hại 29 chết và 54 bị thương.
Đêm ngày 23 tháng 1, Bộ chỉ huy Sư đoàn 320 QGP lệnh cho Tiểu đoàn 1 Trung đoàn 64 cùng các Tiểu đoàn 14 (pháo, cối mang vác) và 16 khẩu súng máy cao xạ 12,7 ly... cơ động triển khai xây dựng hệ thống công sự trận địa ở Động Mã; lệnh cho Tiểu đoàn 8 Trung đoàn 64 vào bố trí ở đông nam Cù Đinh (Cao điểm 182) sẵn sàng đánh địch ra ứng cứu Đường 9. Qua 4 ngày chiến đấu quyết liệt (23 đến 28 tháng 1) với 97 người chết, Tiểu đoàn 7 và 8 Trung đoàn 64 đã phá hủy 10 xe quân sự (có 2 xe tăng), loại khỏi vòng chiến đấu hơn 200 quân Mỹ, hoàn thành được nhiệm vụ cắt đứt Đường 9, tạo điều kiện thuận lợi cho các Sư đoàn 304 và 325 siết chặt vòng vây ở Khe Sanh.

Tàu YFU-62 của Hải quân Hoa Kỳ bị bắn chìm trên sông Hiếu

Cùng với các đòn tiến công trên bộ, trong các ngày 20, 21, 22 tháng 1 năm 1968, Đoàn Đặc công 126 có sự phối hợp chiến đấu của Tiểu đoàn 47 bộ đội Vĩnh Linh và du kích huyện Gio Linh đã liên tiếp đánh chìm 6 tàu chở hàng (LCU) trên cảng Đông Hà và đoạn sông làng Xuân Khánh. Tiếp đó, trong 3 ngày 26, 27 và 28 tháng 1, đặc công hải quân Đoàn 126 lại dùng thủy lôi diệt thêm 3 tàu LCU chở đầy hàng hóa quân sự của Mỹ từ Đà Nẵng qua Cửa Việt lên Đông Hà. Lúc 9 giờ sáng ngày 8 tháng 2, đặc công Đoàn 126 lại phục kích đoàn tàu vận tải Mỹ, đánh chìm 4 tàu LCU cùng hàng ngàn tấn đạn dược. Sáng 1 tháng 3, trên sông Hiếu, du kích xã Gio Hà (nay là Gio Mai, Gio Quang), Gio Cam, bộ đội địa phương Cam Lộ, Trung đoàn 270, đặc công đoàn 126 phục kích bắn chìm 7 tàu LCU của Mỹ, bắn hư hại 5 tàu khác (xem Trận Bạch Đằng trên sông Hiếu).
Thắng lợi bước đầu trong việc phong tỏa cảng sông Cửa Việt đã góp phần quan trọng cho cho việc cô lập quân Mỹ trên hướng chủ yếu Khe Sanh. Ngày 5 tháng 2, QGP tổ chức tấn công 861A của Mỹ. Mặc dù đã chọc thủng được tuyến phòng ngự của đối phương nhưng cuộc tấn công của QGP vẫn bị đẩy lùi bởi lính Mỹ có hỗ trợ của các cảm biến điện tử. Tuy nhiên tới ngày 6 tháng 2, QGP sử dụng 11 xe tăng lội nước PT-76 hỗ trợ bộ binh để tấn công các doanh trại đơn vị Đặc nhiệm Mỹ nằm ở phía Tây Nam căn cứ và khiến các căn cứ này bị san phẳng.
Sau khi tiêu diệt các căn cứ Hướng Hóa, Huội San, đánh thiệt hại lực lượng Mỹ trên Đường 9 và chi khu Cam Lộ, Bộ Tổng Tham mưu QDNDVN đã gửi công điện khẩn cho Mặt trận Đường 9 - Bắc Quảng Trị: "Phải diệt căn cứ Làng Vây trong ngày 6 tháng 2 để phối hợp tác chiến chung với toàn Miền".

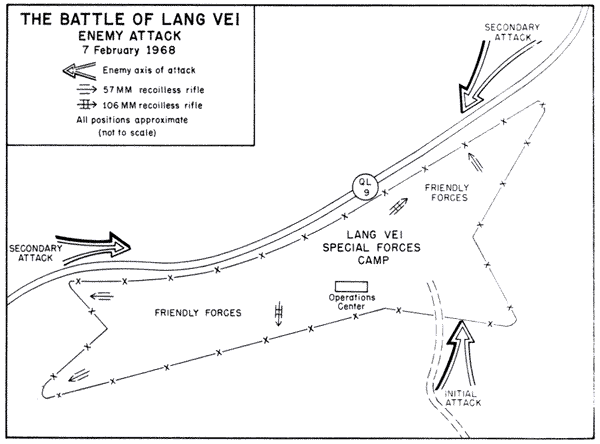
Sơ đồ trận Làng Vây: Quân Giải phóng miền Nam Việt Nam tấn công

Để đánh chắc thắng Làng Vây, Bộ Tư lệnh Mặt trận chủ trương dùng một lực lượng mạnh áp đảo gồm Trung đoàn 24 Sư đoàn 304, Tiểu đoàn 3 (Sư đoàn 325), Trung đoàn công binh 7 (thiếu), 2 đại đội xe tăng với 14 xe PT-76, 2 đại đội đặc công. Đến 3 giờ 30 phút ngày 7 tháng 2, cả ba hướng đã cơ bản hoàn thành việc đánh chiếm được các mục tiêu theo phân công. Đến 10 giờ trưa ngày 7 tháng 2, trận Làng Vây kết thúc, trong số hơn 900 quân biệt kích phòng ngự Làng Vây, 316 lính bị chết và 253 bị bắt sống, chỉ có 255 thoát về được Khe Sanh (trong đó có 75 bị thương). QGP diệt gọn một cứ điểm quan trọng án ngữ trên đường 9, đẩy cụm cứ điểm Tà Cơn vào thế bị cô lập hoàn toàn giữa lòng chảo thung lũng Khe Sanh.
Sức ép của QGP ở Đường 9 – Khe Sanh ngày càng tăng đã làm cho Bộ Tư lệnh quân Mỹ ở Nam Việt Nam thực sự lo ngại. Tướng Westmoreland đã từ Sài Gòn ra Đà Nẵng để gặp các tướng lĩnh chỉ huy các sư đoàn TQLC và Lục quân tại Vùng I chiến thuật bàn cách đối phó. Cùng với việc tăng quân, Mỹ thiết lập một Sở chỉ huy quân sự Mỹ (MACVFOARD) tại Phú Bài để điều khiển lực lượng đánh trả các cuộc tiến công của QGP trên Đường 9 – Khe Sanh. Vì vậy số lượng quân chiến đấu của Mỹ ở đây đã lên tới 43 tiểu đoàn chủ lực (25 tiểu đoàn Mỹ, 18 tiểu đoàn QLVNCH) với tổng quân số 69.490 lính (trong đó có 40.800 lính Mỹ).
Đến đây, Mặt trận Đường 9 – Khe Sanh đã hoàn thành được nhiệm vụ thu hút, giam chân một bộ phận quan trọng lực lượng cơ động chiến lược của Mỹ, góp phần tạo điều kiện thuận lợi cho toàn Miền thực hiện đòn chiến lược tổng tấn công Tết Mậu Thân. Tiêu biểu như ở Huế, việc quân Mỹ bị điều khỏi thành phố đã tạo điều kiện cho QGP nhanh chóng kiểm soát 90% thành phố chỉ trong 2 ngày. Giai đoạn 1 chiến dịch đến đây cũng kết thúc.

### Đợt 2
Sau các trận đánh ở Động Tri, Huội San, Hướng Hóa, Cam Lộ... thất bại ở Làng Vây đã đẩy cụm cứ điểm Khe Sanh của Mỹ vào thế bị cô lập hoàn toàn giữa lòng chảo thung lũng Khe Sanh. Để bảo vệ Khe Sanh, ngoài lực lượng hỏa lực bố trí trong căn cứ, Mỹ còn dùng pháo binh hỗn hợp cùng máy bay các loại kể cả B-52 chi viện tối đa (có ngày pháo binh bắn tới 15.000 quả, máy bay chiến thuật oanh tạc tới 300 lần xung quanh căn cứ mỗi ngày).
Ngày 8 tháng 2, để đảm bảo cho việc phục vụ vây lấn ở hướng tây chắc chắn thắng lợi, Bộ Tư lệnh Mặt trận đã điện cho Sư đoàn 304, Sư đoàn 325 phải thực hiện tốt việc nhanh chóng chuẩn bị chu đáo mọi yếu tố cần thiết để đưa lực lượng vào thực hành vây lấn ngay. Thực hiện chỉ thị của Bộ tư lệnh Mặt trận, bằng sự nỗ lực rất cao của các chiến sĩ, đến ngày 10 tháng 2 năm 1968, hai Trung đoàn 9 và 66 của Sư đoàn 304, các Trung đoàn 95C và 101D thuộc Sư đoàn 325C QGP cùng bộ đội địa phương Hướng Hóa đã xây dựng được 13 trận địa vây lấn bao quanh căn cứ Khe Sanh. Chiến thuật vây lấn từng làm nên thắng lợi của QĐNDVN tại trận Điện Biên Phủ sẽ được sử dụng. 

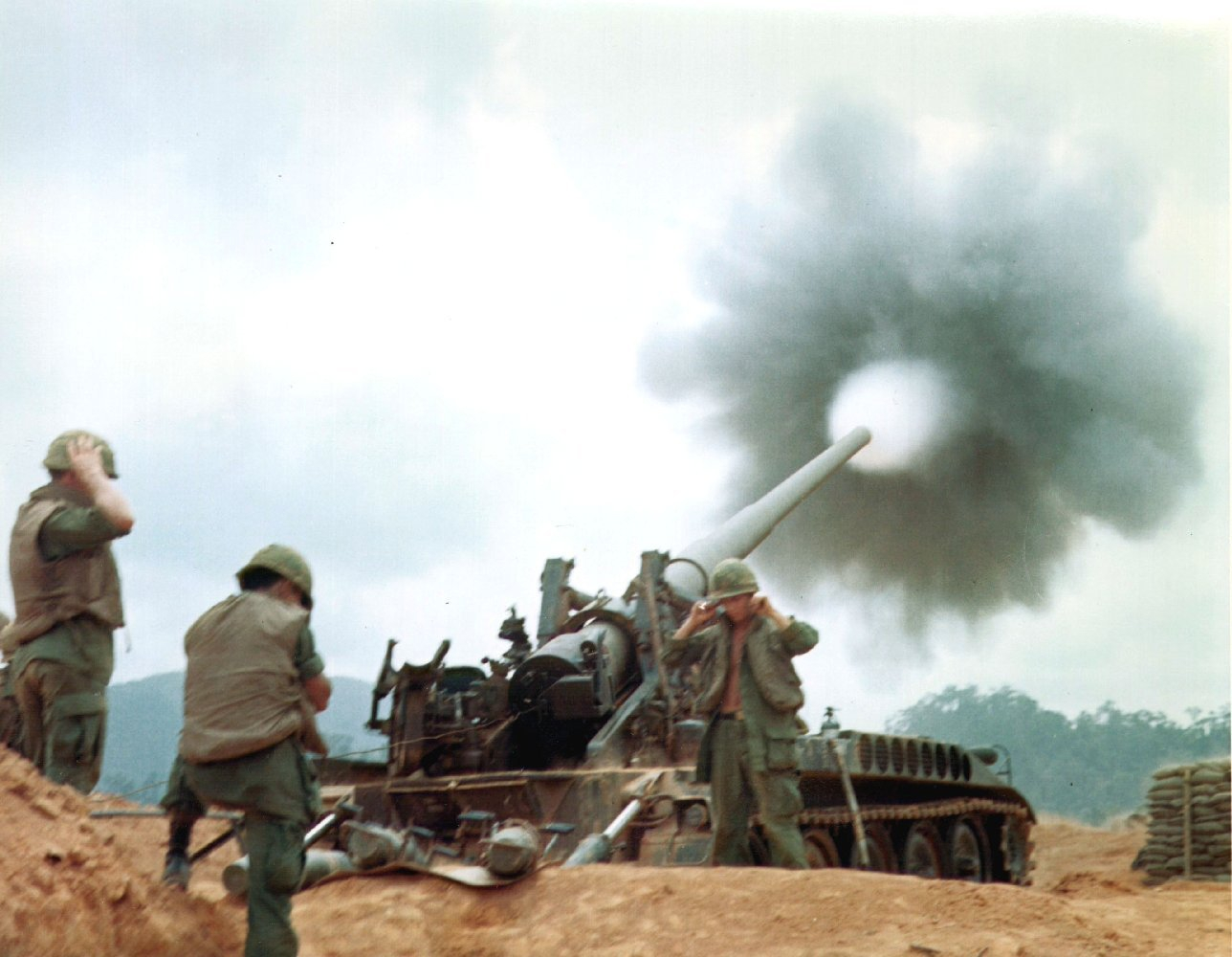
Pháo M107 được quân Mỹ mệnh danh là Vua chiến trường vì tầm bắn xa và uy lực mạnh.

Không quân Mỹ ra sức tìm cách tiêu diệt các vị trí đặt pháo hạng nặng của QGP. Việt Nam đối phó bằng cách phân tán vị trí của các khẩu đội pháo (một số vị trí cách nhau 800 mét, mặc dù 100-300 mét là điển hình hơn), có sẵn ụ trú ẩn để kéo pháo vào sau khi bắn, xung quanh có các vị trí súng phòng không. QGP đã đặt một lượng lớn pháo tầm ngắn (105mm) và súng cối trong bán kính 2 dặm quanh căn cứ Khe Sanh, phần lớn rocket được phóng từ cao điểm 881 ở phía Bắc. Các khẩu trọng pháo (122 hoặc 130mm) được đặt xa hơn, trên đồi 305 và trong các hang động cũng như các dốc đá của núi Cơ Rốc, nằm bên kia biên giới Lào. Trong khi chúng có thể bắn quân Mỹ, pháo của TQLC (chủ yếu là loại 105 ly) lại không có đủ tầm để đáp trả, kể cả các khẩu trọng pháo 175mm đặt ở Tà Cơn và Cam Lộ cũng không thể bắn đến các khẩu trọng pháo của QGP. Quân Mỹ vẫn có thể dựa vào không quân để tấn công pháo binh của QGP, tuy nhiên việc triển khai trận địa pháo của QGP cực kỳ bí mật và được ngụy trang kĩ lưỡng, nhờ vậy nên trong suốt chiến dịch, không quân Mỹ cũng không thể dập tắt được hỏa lực pháo binh QGP. Toàn chiến dịch, hai trung đoàn pháo binh của QGP tham gia chiến dịch tiêu hao 185 người thương vong, các đơn vị pháo phòng không có thương vong 88 người. Tính tới đầu tháng 4, QGP đã sử dụng 9.423 viên đạn pháo và súng cối, trong đó có 4.040 viên đạn cối 82 ly, 3.781 viên đạn pháo 122 ly và hơn 700 rocket, khiến cho gần 2.000 lính Mỹ bị thương vong (xem thống kê chi tiết các vụ pháo kích trong tháng 2 tại đây Lưu trữ ngày 1 tháng 9 năm 2012 tại Wayback Machine).
Vì cụm cứ điểm Khe Sanh là một cụm phòng ngự mạnh, kiên cố, vững chắc nhất của Mỹ tại miền Nam Việt Nam, do đó QĐNDVN chủ trương "Diệt một số cứ điểm ngoại vi sau đó vây ép chặt buộc địch ra giải tỏa, để ta đánh địch ngoài công sự, vừa diệt được nhiều địch, lại giảm thương vong của ta". Ngay ngày 9 tháng 2, một trận kịch chiến xảy ra trên Cao điểm 64 giữa quân Mỹ được trực thăng và phi cơ yểm trợ với 1 tiểu đoàn thuộc Trung đoàn 101D QGP. Quân Mỹ có 26 lính tử trận và 27 bị thương. Phía QGP chịu thương vong với 58 tử trận và 71 bị thương, song đã giữ được trận địa.

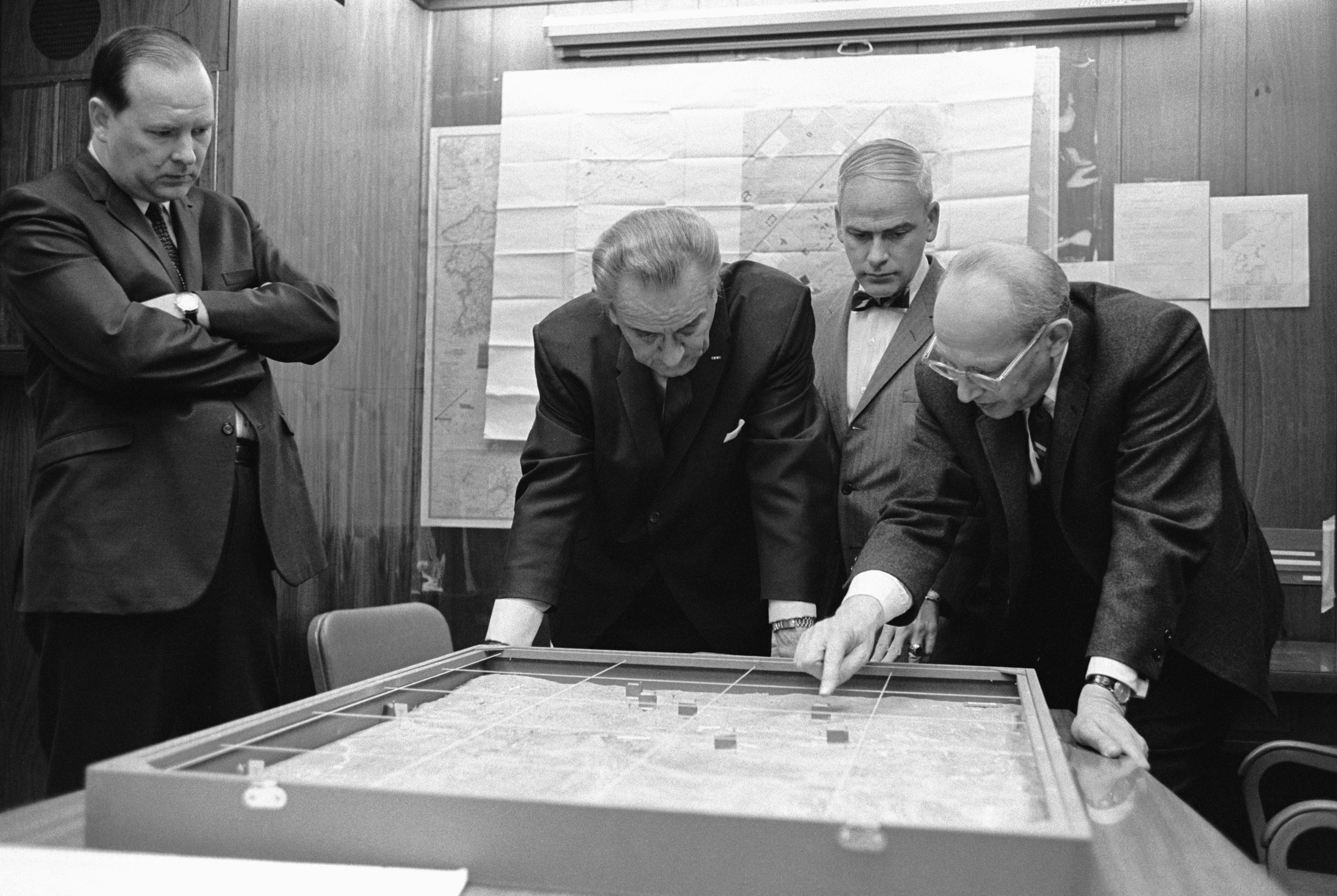
Cố vấn Walt W. Rostow trình bày cho Tổng thống Lyndon B. Johnson trên sa bàn Khe Sanh, 15-2-1968

Trung đoàn 9 QGP vào vây lấn trực tiếp trên 2 hướng: đông đông nam và tây tây nam, Trung đoàn 95 và 101D (F325) vây xa trên các cao điểm phía bắc: 845, 852, 550. Chỉ trong thời gian ngắn trận địa vây lấn đã được xây dựng tương đối hoàn chỉnh: Có hệ thống công sự chiến đấu có nắp, hệ thống chiến hào, giao thông hào liên hoàn; trung đoàn còn huy động các lực lượng của đơn vị đào được 2 giao thông hào dài 5 km nối liền từ các trận địa chốt với phía sau nam đường 9. Hệ thống hỏa lực được bố trí chặt chẽ có thể khống chế được sân bay, đồng thời một số tổ bắn tỉa có kính ngắm hồng ngoại đã vào sát hàng rào xây dựng công sự chiến đấu, cả ngày và đêm. Ngoài các loại hỏa lực bản thân, khi xảy ra tác chiến trung đoàn còn được các cụm pháo của sư đoàn và mặt trận chi viện trực tiếp.
Sau khi xây dựng được trận địa tương đối hoàn chỉnh, các trận địa chốt và hỏa lực cối, đại liên 12,7 ly bắt đầu khống chế sân bay làm cho máy bay Mỹ xuống tiếp tế gặp khó khăn, hoạt động đi lại của quân Mỹ trong căn cứ cũng bị khống chế, một số đã bị bắn tỉa tiêu diệt. Đồng thời các mũi lấn dũi cũng ngày càng phát triển sâu vào áp sát các cứ điểm, có mũi đã lấn dũi qua hàng rào thứ 2, 3 của Mỹ. Ngày 10 tháng 2, gần như toàn bộ lính Mỹ rơi vào trạng thái khủng hoảng tâm lý khi chiếc C-130 của Thủy quân lục chiến bị trúng đạn, buộc phải hạ cánh khẩn cấp tại Khe Sanh làm chết 8 lính Mỹ. Lúc này, phía Mỹ không hề biết phía QGP đã giảm 1/3 quân số ở Khe Sanh để điều chuyển sang chiến trường Huế. Lính Mỹ lúc này lo sợ về việc họ không nhận được tiếp viện và số thương vong không chuyển ra khỏi chiến trường. Về cơ bản, mục tiêu kìm chân Mỹ ở Khe Sanh của QGP đã đạt được hiệu quả.
Ngày 11 tháng 2, một tin xấu đến với hệ thống vận tải chi viện cho Khe Sanh của Mỹ. Hai vận tải cơ C-130 đáp xuống Khe Sanh thì 1 đã nổ tung vì trúng đạn pháo kích, toàn bộ 6 phi công thiệt mạng. Chiếc còn lại gấp rút được sửa chữa rồi bay "khập khễnh" về phi trường Đà Nẵng. Từ đó về sau, các máy bay vận tải của Mỹ không còn dám đáp xuống đường băng mà phải sử dụng cách bay sát đường băng rồi đẩy hàng có buộc dù qua cửa sau bụng phi cơ, dù cách này sẽ khiến một lượng lớn hàng hóa bị hư hỏng khi tiếp đất.
Việc tiếp vận cho các ngọn đồi quanh lòng chảo cũng có ý nghĩa sống còn với Mỹ, bởi nếu mất các ngọn đồi này thì pháo binh QGP sẽ có thể bắn trực xạ vào căn cứ với độ chính xác rất cao. Mỹ phải huy động hàng trăm trực thăng mỗi ngày để tiếp tế cho các ngọn đồi này. Thậm chí việc tắm rửa của lính Mỹ cũng bằng nước thả xuống từ trực thăng. Một sĩ quan QGP đã viết trong hồi ký: "Chúng tôi vượt hàng trăm cây số đường rừng chỉ với 1 bi đông nước, trong khi lính Mỹ dùng tới cả trực thăng chỉ để tắm giặt. Khi thấy cảnh này, tôi tin chắc nếu kiên trì, chúng tôi sẽ chiến thắng cuộc chiến này".
Nắm được quy luật hoạt động của trực thăng, QGP bố trí các khẩu đội súng máy 12,7 ly ngụy trang kĩ để đón lõng trực thăng Mỹ khi thả hàng. Chỉ trong 2 tuần đã có hàng chục trực thăng Mỹ bị hạ. Đơn vị súng máy 12,7mm bố trí tại sát sân bay Tà Cơn đã bắn rơi được 17 chiếc máy bay trực thăng hiệu UH-1A, trong đó riêng chiến sĩ Nguyễn Văn Nhương bắn rơi 7 chiếc. Không quân Mỹ phải bố trí các phi vụ ném bom yểm trợ cho đội trực thăng thì thiệt hại mới giảm đi.

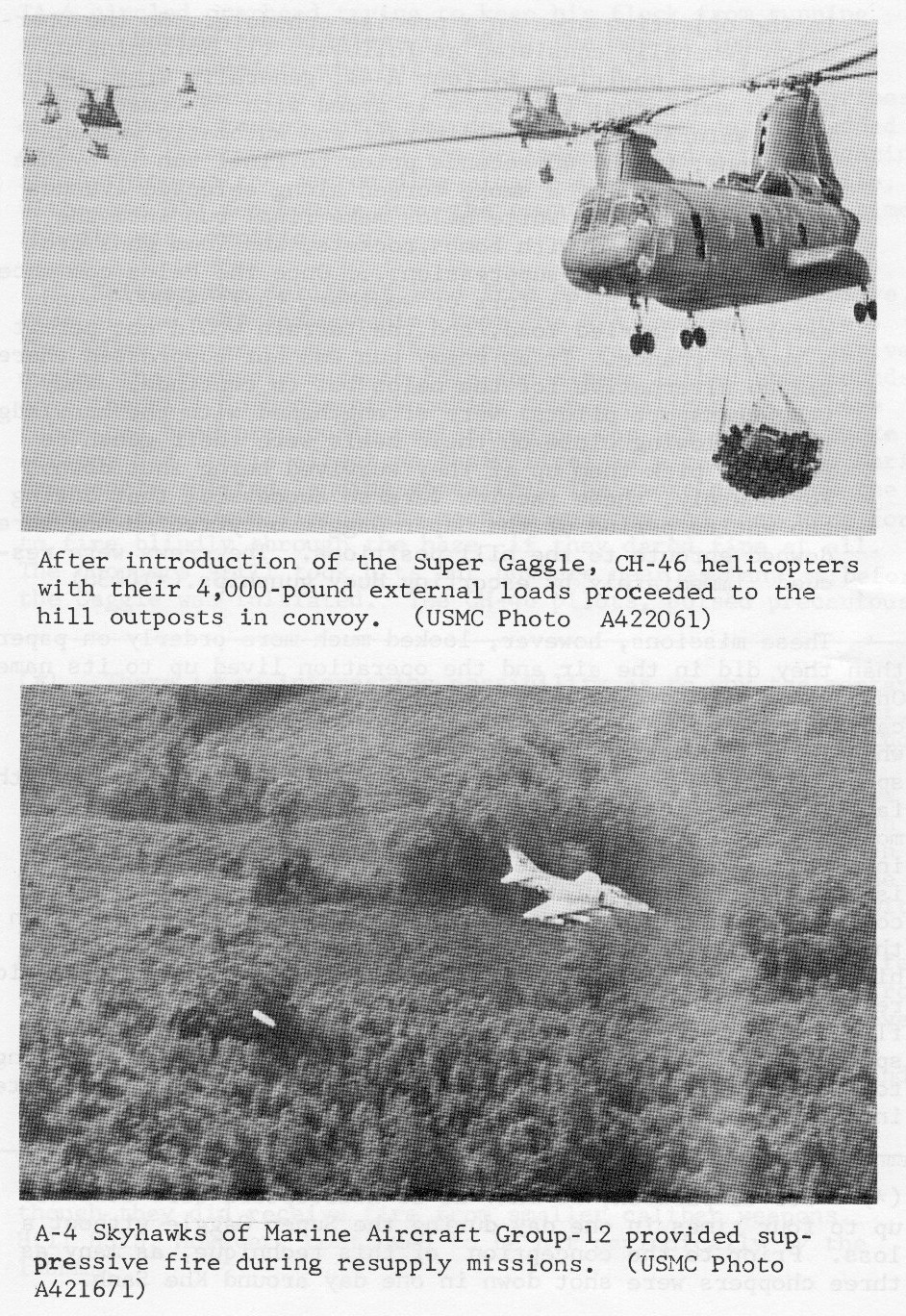
Super Gaggle: Trực thăng CH-46 Sea Knight chở hàng tiếp tế (trên) và A-4 Skyhawk hỗ trợ không kích

Để đẩy lùi lực lượng QGP ra khỏi Khe Sanh, Mỹ đã sử dụng hỏa lực pháo binh và không quân không hạn chế. Tính từ ngày 21 tháng 1 đến ngày 3 tháng 3 năm 1968, Không quân Mỹ đã xuất kích 24.000 lần chiếc kể cả máy bay chiến lược B-52, trút 114.810 tấn bom các loại, bằng lượng bom Mỹ ném xuống toàn nước Nhật Bản trong cả năm 1945. Trung bình mỗi ngày Mỹ lại huy động 32 phi vụ B-52 và 200 phi vụ cường kích, rải xuống 1.800 tấn bom. Đồng thời pháo binh từ trong căn cứ, từ Trại Carroll và Rockpile bắn 159.000 quả đạn lên một khu vực chỉ rộng 32 km² quanh Khe Sanh, tạo nên những trận bão lửa dữ dội chưa từng thấy trong lịch sử chiến tranh.
Đối phó với hỏa lực cực mạnh của Mỹ, QGP đã dùng thứ vũ khí thô sơ nhưng hiệu quả nhất: các chiến hào, vốn từng được kiểm nghiệm qua trận Điện Biên Phủ. Theo tính toán của Mỹ, cần tới 1.000 viên đạn pháo chỉ để phá hủy 30 mét đường hào cùng một vài binh sĩ trong đó. Tuy nhiên trước sức mạnh hỏa lực áp đảo của đối phương, vốn được đánh giá là mạnh hơn gấp hàng chục lần so với quân Pháp ở Điện Biên Phủ, thiệt hại của QGP cũng tăng dần. Mỗi ngày QGP phải sửa, đào mới 40-50% chiến hào, ngày cao điểm đánh phá có hướng, mũi phải sửa chữa đến 70% công sự trận địa. Cùng với thiệt hại về công sự, vật chất kỹ thuật, số cán bộ chiến sĩ hy sinh hoặc bị thương lên tới gần 200 người mỗi tuần. Tính đến giữa tháng 3 năm 1968, tổng số bộ đội bị thương từ đầu chiến dịch là 1.436 người. Trong số đó, 484 người bị thương nhẹ được trả về đơn vị sau khi điều trị, 396 người bị thương nặng thì được đưa ra miền Bắc điều trị.
Thấy dùng không quân và pháo binh không ngăn được phát triển của các mũi vây lấn, Mỹ phải đưa lực lượng trong căn cứ ra thực hành phản kích hòng đẩy lùi các mũi lấn dũi ra xa và chiếm lại một số chốt. Nhiều cuộc chiến đấu diễn ra cực kỳ ác liệt. Ví dụ như cuộc giao tranh ngày 25 tháng 2, 1 trung đội thuộc Đại đội B Tiểu đoàn 1/26 của Mỹ mất gần hết quân số với 9 lính chết, 25 bị thương, 18 mất tích và 1 bị bắt.

Kết hợp với vây lấn, pháo binh QGP liên tục pháo kích tiêu hao sinh lực của quân Mỹ. Đỉnh điểm là ngày 23 tháng 2, pháo kích làm nổ tung 1 kho đạn, khiến 12 lính Mỹ chết và 51 bị thương. Nhớ lại khoảng thời gian bị vây hãm tại Khe Sanh, cựu binh John Scott Jones vẫn không thôi bị ám ảnh: "Chúng tôi đã ở dưới những căn hầm trú ẩn nhỏ, có rất nhiều bom đạn thả xuống, rất nhiều người chết và bị thương. Đó là khoảng thời gian rất khó khăn. Chúng tôi không có nước uống và thiếu lương thực trầm trọng, chỉ cố gắng cầm cự để mong sống sót".
Có một câu chuyện được kể lại bởi thủy quân lục chiến Mỹ trong trận đánh Khe Sanh: Trong nhiều tuần, có một xạ thủ bắn tỉa Việt Nam núp trên một ngọn đồi bắn vào căn cứ Mỹ, gây ra một vài tổn thất và hạn chế hoạt động của lính Mỹ. Lính Mỹ đã mở nhiều cuộc tuần tiễu có pháo binh bắn phá nhưng vẫn không triệt hạ được tay súng này. Cuối cùng, Mỹ mở một đợt không kích với rất nhiều máy bay và đủ loại bom đạn, từ bom napalm đến pháo 20mm, bắn dữ dội thật lâu, cho đến khi cả ngọn đồi trở nên tan hoang. Trước sức mạnh hỏa lực, ngay cả lính Mỹ cũng phải trú ẩn trong các hào, hầm cá nhân. Tưởng như không gì có thể sống sót được, thì tiếng súng trường lại vang lên. Tất cả lính thủy quân lục chiến Mỹ trong căn cứ nhất loạt đứng dậy reo hò để bày tỏ sự ngạc nhiên và ngưỡng mộ trước người lính Việt Nam đó.
Sau 2 tháng bị vây, số phận của hơn 6.000 lính Mỹ trong căn cứ Khe Sanh vô cùng khốn đốn; nhưng lúc này giao tranh ác liệt vẫn đang diễn ra trên khắp chiến trường Nam Việt Nam, nên Mỹ vẫn chưa thể đưa quân giải tỏa cho Khe Sanh. Ngày 24 tháng 2, lực lượng Hoa Kỳ khởi động Chiến dịch Sierra, thường được gọi là Chiến dịch Super Gaggle, vì đã sử dụng một lượng lớn máy bay. Chiến dịch này liên quan tới việc tấn công các vị trí đặt pháo của QGP xung quanh Khe Sanh bằng khí ga, khói, đạn pháo công suất lớn và bom napalm, cho phép các máy bay trực thăng Sea Knight bay vào các cứ điểm ở trên đỉnh đồi và thả xuống các loại hàng tiếp viện.
Trung tuần tháng 3 năm 1968, Bộ chỉ huy QGP dự kiến "Nếu cuối tháng 3 năm 1968 địch chưa tung quân ra giải tỏa thì ta sẽ đưa lực lượng đánh chiếm một đoạn tiền duyên phòng ngự của địch để tăng sức ép"; nhiệm vụ đánh chiếm tiền duyên được giao cho Tiểu đoàn 3, Trung đoàn 9 chốt ở đông sân bay Tà Cơn. Ngày 22 tháng 3 năm 1968, mặt trận quyết định đánh chiếm tiền duyên ở phía đông sân bay Tà Cơn. Đúng 23 giờ 30 phút ngày hôm đó, lệnh tấn công pháo binh của Mặt trận vào Sở chỉ huy cụm phòng ngự Tà Cơn và chế áp các trận địa pháo, súng cối và hỏa lực bắn thẳng của Mỹ. Trận đánh diễn ra quyết liệt, tổ bộc phá của QGP thương vong gần hết. Nhận thấy việc đánh chiếm tiền duyên khó thành công nên Mặt trận dừng tấn công, lui vào trận địa chốt củng cố. Quân Mỹ có 8 lính chết và 21 bị thương, QGP có 57 người chết.
Trận tấn công đánh chiếm một bộ phận tiền duyên ở đông sân bay Tà Cơn tuy chưa thành công nhưng đã tăng thêm sức ép vốn đã rất ghê gớm đối với phía Mỹ. Báo chí Mỹ phải thốt lên: "Sống ở Khe Sanh nào khác gì kẻ bị kết án ngồi trên ghế điện" (Tin AP). Để giảm áp lực, ngày 30 tháng 3 năm 1968 quân Mỹ tổ chức một cuộc phản kích lớn vào trận địa chốt số 3 của Đại đội 6 Tiểu đoàn 2 Trung đoàn 9 với 2 tiểu đoàn TQLC Mỹ, 2 đại đội QLVNCH và xe tăng yểm hộ, ý định chiếm bằng được chốt, nhưng sau gần 5 giờ chiến đấu liên tục, quân Mỹ phải rút lui với 12 lính chết và 100 bị thương. Đây là trận phản kích cuối cùng của quân Mỹ trong căn cứ.
Đến lúc này cả Tổng thống Johnson và Quốc hội Mỹ đều lo cho gần 6.000 quân Mỹ đang bị vây hãm ở Khe Sanh; cả thế giới cũng hồi hộp theo dõi diễn biến chiến sự tại Khe Sanh. Trước nguy cơ Khe Sanh bị tiêu diệt như Điện Biên Phủ, cuối cùng Tổng thống Johnson phải quyết định điều một lực lượng thật mạnh cứu nguy cho Khe Sanh. Giai đoạn 2 chiến dịch kết thúc chuyển sang giai đoạn 3.

### Đợt 3
Về cơ bản, sau khi đã kìm chân Mỹ và VNCH tại Khe Sanh để tổ chức Tổng tấn công và tổng khởi nghĩa khu vực đô thị cũng như thời tiết tháng 3 dần có những biến chuyển có lợi hơn cho Mỹ, QGP bắt đầu giảm áp lực vây hãm. Đồng thời, đây cũng là giai đoạn kết thúc đợt 1 của Tổng công kích - tổng khởi nghĩa Tết Mậu Thân 1968 nên QGP lúc này giảm áp lực tấn công, vây hãm để chuẩn bị cho đợt 2. Ngày 1 tháng 4 năm 1968, Chiến dịch Pegasus (Ngựa bay) nhằm giải tỏa cho Khe Sanh bắt đầu. Sư đoàn Không Kỵ số 1 - lực lượng cơ động mạnh nhất của Lục quân Hoa Kỳ, được tung vào Khe Sanh. Sư đoàn gồm 3 lữ đoàn, mỗi lữ đoàn có 3 tiểu đoàn, mỗi tiểu đoàn có từ 800 đến 1.000 quân; 1 tiểu đoàn trinh sát Không Kỵ; 1 tiểu đoàn trực thăng vũ trang; 3 tiểu đoàn pháo 105 ly; 2 đại đội pháo sáng; 1 đại đội máy bay vận tải với tổng cộng 439 máy bay trực thăng và một số máy bay vận tải. Ngoài ra, còn có Chiến đoàn dù số 3 của QLVNCH và 1 tiểu đoàn pháo 105 ly cùng tham gia.
Với tổng biên chế 15.787 quân, 434 máy bay (chủ yếu là trực thăng), 1.600 xe các loại, 54 khẩu pháo 105 ly, 87 dàn rốc két với 1.872 ống phóng cỡ 70 ly lắp đặt trên trực thăng vũ trang, Sư đoàn Không kỵ số 1 có khả năng cơ động và hỏa lực mạnh mà không một đơn vị nào khác trên thế giới có được.

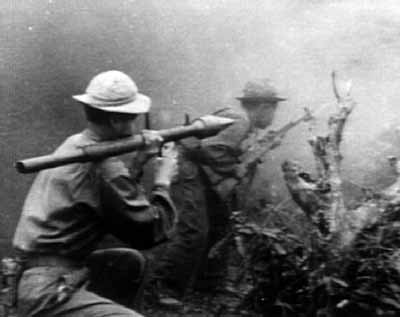
Tổ chống tăng Quân Giải phóng miền Nam Việt Nam chiến đấu

Ngay sau khi Mỹ mở cuộc hành quân Pegasus giải tỏa cho Khe Sanh, Bộ Tổng Tư lệnh Quân đội nhân dân Việt Nam điều động thêm Sư đoàn 308 vào tham gia chiến đấu thay cho Sư đoàn 325 tại chiến trường Khe Sanh. Sư đoàn 325 được lệnh hành quân sang chi viện cho mặt trận khác. Trong đó trung đoàn 9 được đưa vào B3, trung đoàn 101D và 95C đưa vào B2 (E95C sau này trở thành E3 của sư đoàn 9 - Trung đoàn Hoa Lư)
Sáng ngày 1 tháng 4 năm 1968, Không quân Mỹ đã sử dụng 15 lần chiếc B-52, rải 450 tấn bom dọc hai bên trục Đường 9, tiếp đó các máy bay trực thăng đổ 1 tiểu đoàn không kỵ xuống Bồng Nho, Động Tro và Úc Nghi, đổ 1 đại đội pháo binh xuống Khe Sanh. Cùng với đường không, trong ngày phía Mỹ còn cho 147 lần chiếc xe vận tải chuyển đồ dùng quân sự và đạn dược từ Tân Lâm đến Cà Lu. Ngày 2 tháng 4, B-52 oanh tạc đông nam Khe Sanh, 14h30 trực thăng đổ 1 tiểu đoàn quân Mỹ xuống đông làng Cát và 1 tiểu đoàn xuống Cà Lu. Sau khi được thả xuống bãi đáp, Tiểu đoàn 1/5 Không Kỵ hướng về mục tiêu đồn Pháp cũ, đã đụng độ với một tiểu đoàn QGP đang phòng thủ tại đây, Tiểu đoàn 1/5 của Mỹ bị thiệt hại nặng, Trung tá Runkle Tiểu đoàn trưởng thiệt mạng. Tiểu đoàn 2/5 được lệnh vào thay thế nhưng QGP đã rút lui.
Ngày 3 tháng 4, quân Mỹ tiếp tục cho 200 lần chiếc trực thăng đổ Lữ đoàn 1 Không Kỵ xuống Pa Ka, Làng Con, Cao điểm 420, Cô Nhôm. Sáng ngày 4 tháng 4 năm 1968, với ý định đánh chiếm bằng được Cao điểm 471, khống chế vùng tây nam Tà Cơn, Mỹ dùng hỏa lực pháo binh và không quân bắn phá dữ dội nhiều giờ vào điểm cao và đưa Tiểu đoàn 1 Trung đoàn 9 TQLC ra chiếm các mỏm 3, 4, 5 ở động Ché Riêng, nhưng đã bị Đại đội 7 Tiểu đoàn 2 Trung đoàn 9 và 1 phân đội của Tiểu đoàn 9, Trung đoàn 66 QGP chặn đánh. Trận chiến đấu giằng co kéo dài từ 10 giờ sáng đến 15 giờ chiều vẫn không phân thắng bại, số thương vong của Mỹ đã là 10 chết và 56 bị thương, chỉ huy quân Mỹ quyết định dùng trực thăng đổ một tiểu đoàn Không Kỵ vận xuống mỏm 3 và 4 động Ché Riêng, tiếp tục tổ chức đánh chiếm Cao điểm 471.
Sau một ngày chiến đấu ác liệt, QGP cũng có 16 người tử trận, nhưng ngay trong đêm ngày 5 tháng 4 đã bất ngờ tập kích vào khu trú quân của Mỹ trên mỏm 2 tại động Ché Riêng khiến 1 lính Mỹ chết và 28 lính bị thương.
Tại hướng khác, Tiểu đoàn 3 QGP đã được lệnh xây dựng chốt ngăn chặn ở làng Khoai, lực lượng bố trí chốt làng Khoai gồm 20 binh sĩ do Nguyễn Văn Bình - Tham mưu trưởng Tiểu đoàn và Bùi Ngoãn, Đại đội phó Đại đội 11 Tiểu đoàn 3 chỉ huy. Sáng 4 tháng 4 năm 1968, sau khi cho pháo binh và trực thăng vũ trang bắn phá hàng giờ đồng hồ vào trận địa chốt làng Khoai, một tiểu đoàn Mỹ chia làm 2 mũi tấn công vào chốt làng Khoai. Trong ngày hôm đó, 5 đợt tấn công của Mỹ đã bẻ gãy, thương vong gần 100 lính (theo phía Việt Nam); đợt tiến công thứ 3 đại đội phó Bùi Ngoãn bị thương gãy chân đã yêu cầu 1 chiến sĩ dùng lưỡi lê cắt chân bị gãy để tiếp tục chỉ huy chiến đấu và đã hy sinh tại trận địa (kết thúc chiến dịch, Bùi Ngoãn được tuyên dương Anh hùng lực lượng vũ trang nhân dân và được truy tặng Huân chương Quân công hạng Ba).
Sau 1 ngày chiến đấu, 20 chiến sĩ đã bị thương vong mất 10, trận địa bị phá hoại một phần nên chiều hôm đó phía QGP lui về tuyến 2 chốt giữ. Chốt làng Khoai còn chiến đấu liên tục đến ngày 7 tháng 4 năm 1968 thì được lệnh rút sang phía nam để phối hợp với hỏa lực tiếp tục đánh quân Mỹ.

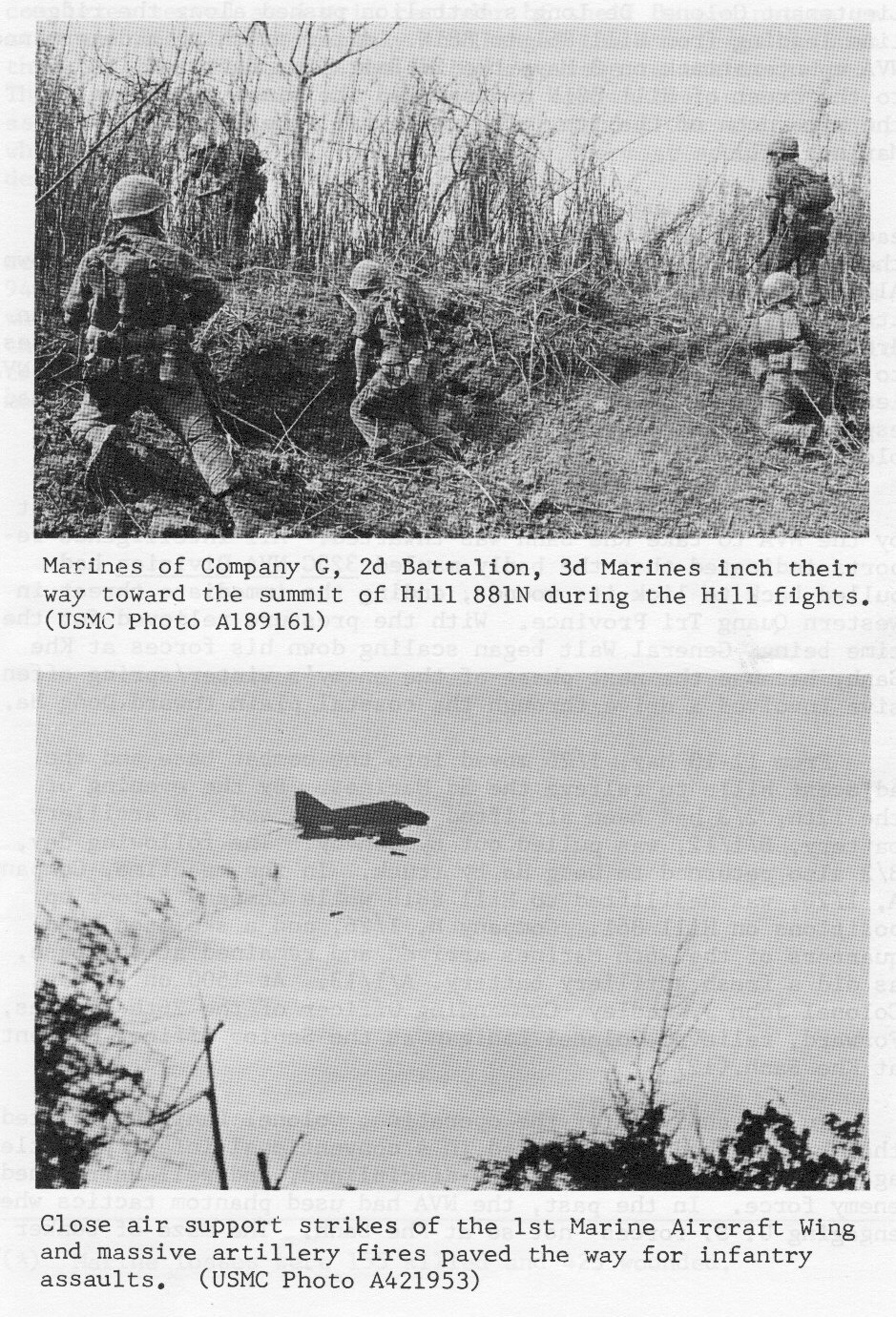
Giao chiến trên các ngọn đồi

Tiêu biểu nhất trong các trận đánh giành chốt trong các ngày đầu tháng 4 năm 1968 là Cao điểm 558, nằm ở phía tây cụm cứ điểm Tà Cơn. Lực lượng QGP giữ chốt ở đây ngoài 2 tiểu đội bộ binh chiếm giữ ở hai mỏm đồi còn có hai khẩu 12,7 ly và một khẩu súng cối 60 ly bố trí ở khu vực yên ngựa, có hệ thống hầm hào, công sự trận địa khá vững chắc. Tại chốt 595 diễn ra trận chiến đấu ác liệt suốt 2 ngày, từ ngày 6 đến 7 tháng 4, được gọi là "kỳ tích 1 chống 40". Phía QGP chỉ có 2 tiểu đội chặn đánh 2 tiểu đoàn Mỹ trong 2 ngày, được ghi nhận là đã triệt hạ gần 200 lính Mỹ (riêng chiến sĩ Nguyễn Hữu Bào diệt 79 lính Mỹ, cuối chiến dịch được tuyên dương Anh hùng lực lượng vũ trang nhân dân). Tài liệu Mỹ cũng xác nhận trong ngày đầu tiên đánh chốt đã có 10 lính Mỹ chết và 47 bị thương.
Tuy nhiên với sức cơ động và hỏa lực áp đảo, quân Mỹ vẫn lấn dần đến Khe Sanh. Ngày 6 tháng 4 năm 1968 các đơn vị Không Kỵ đã bắt tay được với TQLC bên trong căn cứ tại Cao điểm 471. Sau đó Tiều đoàn 1/9 TQLC bắt đầu càn quét khu vực chung quanh căn cứ khởi đi từ Cao điểm 552 rồi đến Cao điểm 681 nhưng không gặp một kháng cự nào.
Về phía QGP, song song với nhiệm vụ đánh quân Mỹ hành quân giải tỏa các điểm cao quan trọng xung quanh Khe Sanh và đường 9, Bộ chỉ huy QGP cho các đơn vị chủ động tổ chức các trận tập kích tiêu diệt các vị trí tiến quân tạm thời của lực lượng không kỵ của Mỹ.
Sáng ngày 5 tháng 4, Tiểu đoàn 4 Trung đoàn 24 QGP bất ngờ tiến công loại khỏi vòng chiến đấu gần 100 lính Không Kỵ trên Cao điểm 400. Sáng ngày 7 tháng 4, Chiến đoàn Dù số 3 QLVNCH đã dùng 132 máy bay lên thẳng từ Nhơn Biểu đổ xuống các ngọn đồi phía tây bắc Làng Vây cũ và tiến hành đổ bộ đợt hai xuống Rồ Cút. Nhưng ngay sau khi đổ quân đã bị pháo tập kích trúng đội hình, hàng chục lính thuộc Tiểu đoàn Dù 2 và 6 bị loại khỏi vòng chiến đấu. Tiểu đoàn 3 và 8 Dù QLVNCH bị Trung đoàn 24 Sư đoàn 304 QGP bám đánh liên tục, tiêu hao một bộ phận lực lượng và phương tiện, buộc phải co cụm lên Cao điểm 400. Đêm ngày 8 tháng 4, Tiểu đoàn 4 Trung đoàn 24 bất ngờ tập kích diệt thêm một số, trong đó có Thiếu tá Tham mưu trưởng Chiến đoàn dù số 3 là Bùi Văn Thạch cũng tử trận.
Cùng ngày 7 tháng 4, ở Cao điểm 552 và 689, Tiểu đoàn 1/9 của TQLC Mỹ cũng bị pháo kích bằng súng cối làm 9 lính Mỹ chết và 27 bị thương.
Để tạo hành lang an toàn, quân Mỹ tiếp tục cho quân đánh nống ra các điểm cao. Ngày 10 tháng 4, Tiểu đoàn 6 Dù QLVNCH được một tiểu đoàn Không Kỵ của Mỹ yểm trợ chia làm 3 mũi hành quân đánh chiếm Làng Vây cũ. Được pháo binh chi viện, Tiểu đoàn 7 Trung đoàn 66 QGP đã liên tục đẩy lùi 3 đợt xung phong vào căn cứ Làng Vây, buộc Tiểu đoàn 6 QLVNCH phải lùi về Cao điểm 500 (tây bắc Làng Vây). Ngay đêm ngày 11 tháng 4, Tiểu đoàn 7 quyết định tiến công Cao điểm 500, diệt thêm một đại đội, làm thiệt hại nặng một đại đội khác. Các lực lượng Hoa Kỳ sau đó đã sử dụng tối đa ưu thế của không quân, pháo binh và cả chất độc hoá học khiến Trung đoàn 66 phải rút lui.
Lữ đoàn 1 Không kỵ của Mỹ sau khi chiếm được Làng Vây cũ đã nhanh chóng đánh chiếm Pa Ka, Làng Con, Làng Trài, Bi Hiên, đẩy được một số đơn vị của QGP ra xa. Tuy vậy sau một tuần tác chiến ở khu vực Làng Vây, Lữ đoàn Dù số 3 QLVNCH đã bị thiệt hại tới 40% quân số. Tinh thần của QLVNCH mất ổn định nghiêm trọng, phải rút về căn cứ ở Huế để củng cố. Cuộc hành quân Lam Sơn 207 của Lữ đoàn Dù số 3 đến đây chấm dứt.
Theo tuyên bố của Hoa Kỳ, Chiến dịch Pegasus kết thúc ngày 8 tháng 4 và Khe Sanh đã được giải vây. Tối ngày 14 tháng 4 năm 1968, hãng UPI và đài BBC đều công bố: "Cuộc hành quân Pegasus đã chấm dứt". Song thực tế quân Mỹ mới chỉ tạo được một tuyến tiếp vận đến Khe Sanh từ hướng đông, 3 mặt còn lại của căn cứ vẫn bị vây lỏng, các trận đánh ác liệt vẫn diễn ra và quân Mỹ thường xuyên bị tập kích. Tiêu biểu như ngày 13 tháng 4 năm 1968, tại Cao điểm 881-Bắc, lợi dụng lúc Tiểu đoàn 3/26 của TQLC Mỹ tiến công đánh chốt 622 lộ toàn bộ đội hình trên trận địa, Tiểu đoàn 8 Trung đoàn 66 đang ém sẵn ở các vị trí có lợi đã bất ngờ xuất quân trên nhiều hướng tiến đánh đội hình Mỹ; loại khỏi vòng chiến đấu hàng chục lính Mỹ. Ngày 15 tháng 4, QGP tập kích bãi đáp của Đại đội A Tiểu đoàn 1/9 ở tây nam Cao điểm 689 và diệt Đại đội C và D của TQLC tới chi viện làm 41 lính Mỹ chết, 32 bị thương và 15 mất tích. Khe Sanh tiếp tục phải hứng chịu pháo kích, có những ngày ghi nhận lên tới 100 viên đạn trút xuống từ các trận địa pháo của QGP đặt tại Lào, nằm ngoài tầm pháo của quân Mỹ trong căn cứ.
Cùng thời gian trên, trên hướng đông, Sư đoàn 320 QGP cũng tăng cường hoạt động tác chiến. Trung đoàn 64 liên tục tiến công trên đường 9 diệt nhiều xe cơ giới và quân chiến đấu của Mỹ. Nhiều mũi tiến quân của Mỹ nống ra phá thế vây hãm ở khu vực Cồn Tiên, Dốc Miếu, Quán Ngang, An Thái... đã bị Trung đoàn 48 QGP chặn đánh tiêu hao.
Ngày 21 tháng 4, 3 tiểu đoàn TQLC Mỹ chia làm nhiều mũi cơ động tiến đánh Cao điểm 622. Tiểu đoàn 9 Trung đoàn 66 Sư đoàn 304 QGP đã bám trụ công sự trận địa vững chắc kết hợp với vận động tiến công quy mô nhỏ trên từng hướng, đánh bại từng mũi tiến công lên điểm cao, đẩy quân Mỹ trở lại Khe Sanh.
Ngày 23 tháng 4, gần 1 tiểu đoàn không kỵ từ Làng Con - Húc Hạ đã mở cuộc hành quân về phía Làng Vây, khi quân Mỹ vừa đổ quân chiếm vị trí xuất phát xung phong đã bị lực lượng cơ động của Sư đoàn 304 QGP chặn đánh quyết liệt, bắn cháy 2 máy bay chở quân, tiêu diệt một bộ phận quan trọng sinh lực... Bị đòn phủ đầu thiệt hại lớn về quân số, tổn thương nặng về tinh thần, số còn lại vội rút về Húc Hạ bỏ dở cuộc hành quân.
Trên tuyến Đường 9, Tiểu đoàn 8 QGP liên tục phục kích đánh các đoàn xe vận tải chở vũ khí trang bị. Ngày 19 tháng 4, diệt 5 xe GMC, 1 xe M-113; ngày 20 tháng 4, loại khỏi vòng chiến đấu 2 trung đội hành quân trên 6 xe chở quân; ngày 21 tháng 4, triệt hạ thêm 108 lính cùng 1 xe tăng và một số xe vận tải.
Cuối tháng 4 năm 1968 quân Mỹ và VNCH buộc phải kết thúc cuộc hành quân Pegasus và Lam Sơn 207 khi ý định giải tỏa Khe Sanh chưa thực hiện được. Dù sao, các cuộc hành quân của Mỹ đã đẩy được một số mũi vây lấn ra xa, chiếm được một số khu vực chốt quan trọng ở khu vực xung quanh Khe Sanh, gây thiệt hại lớn về quân số và trang bị vũ khí kỹ thuật cho đối phương. Nguy cơ Khe Sanh bị tiêu diệt hoàn toàn như Điện Biên Phủ đã được tháo gỡ.
Về phía QGP, sau khi vòng vây đã bị quân Mỹ chọc thủng trong Chiến dịch Pegasus, các đơn vị cũng bắt đầu giai đoạn 4: khôi phục thế vây lấn để tiếp tục tạo sức ép buộc Mỹ phải rút bỏ Khe Sanh.

### Đợt 4
Ngày 4 tháng 5, QGP bất ngờ tập kích Cao điểm 552 của Mỹ, đánh thiệt hại nặng 2 đại đội không kỵ, một đại đội TQLC Mỹ, phá hủy 4 khẩu pháo 105 ly và 9 khẩu cối 106,7 ly. Cùng thời gian, ở hướng tây và tây bắc Khe Sanh, Trung đoàn 66 thực hành bao vây kiềm chế các Cao điểm 832, 689. Ở hướng đông nam Trung đoàn 9 tiến công áp sát Làng Khoai, tổ chức đánh bại một mũi phản kích của Mỹ, bắn rơi 3 máy bay trực thăng và tiêu diệt, làm bị thương nhiều lính Mỹ.
Trên tuyến Đường 9 liên tục trong các ngày 14 và 15 tháng 5, QGP đã tổ chức một số trận tập kích ở nam Làng Khoai, diệt nhiều xe vận tải và sinh lực, gây khó khăn cho việc tiếp vận cho Khe Sanh của quân Mỹ.

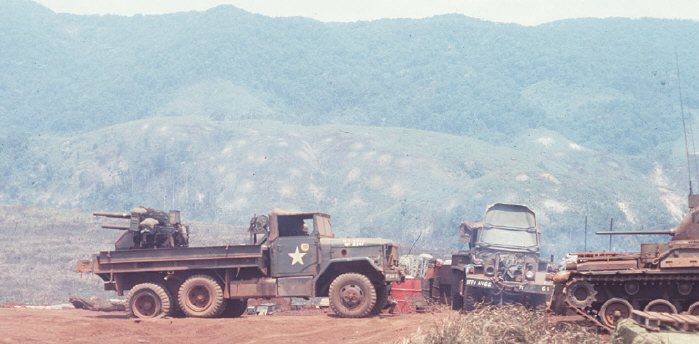
Những vũ khí mà quân Mỹ bỏ lại ở Khe Sanh.

Trong khi các Sư đoàn 304 và 308 đẩy mạnh hoạt động ở Tà Cơn, Đường 9, Sư đoàn Đồng Bằng cũng vừa chiến đấu tạo thế liên hoàn trên cánh đông vừa nghiên cứu quy luật hoạt động trên sông và cách bố phòng bảo vệ cảng Cửa Việt của địch, chuẩn bị cho đợt tác chiến đánh tàu trên sông Cửa Việt. Do sự chuẩn bị chu đáo và sử dụng hỏa lực ĐKZ, cối 82 ly, B-40, B-41, trọng liên 12,7 ly... một cách linh hoạt, QGP đã đánh chìm được nhiều tàu chở hàng của Mỹ trên sông Cửa Việt. Tiêu biểu nhất trong đợt hoạt động tháng 5 của Sư đoàn 320 là trận đánh trên khu vực bãi cát Cửa Việt chiều ngày 2 tháng 5, Tiểu đoàn 3, Tiểu đoàn 6 phối hợp cùng pháo binh và các đơn vị bộ đội địa phương đã đánh thiệt hại nặng Tiểu đoàn 2 Trung đoàn 4 TQLC Mỹ.
Bộ chỉ huy Quân đoàn III TQLC Mỹ đã đưa Trung đoàn 4 (thiếu 1 tiểu đoàn), Tiểu đoàn 1 Trung đoàn 9 tổ chức cuộc hành quân giải tỏa Khe Sanh lần thứ 2 với mật danh Scotland II để kéo giãn đội hình vây lấn của QGP, tạo điều kiện cho ý định rút bỏ Khe Sanh. Đến ngày 18, chỉ huy TQLC Mỹ đã quyết định "bốc hết lực lượng rải rác ở các điểm cao Kơ Long, Pa Trang, 635... đưa về tăng cường cho Đường 9, Nam Tà Cơn và Đông Hà, Cửa Việt". Đây cũng là thời điểm Mỹ kết thúc cuộc hành quân giải tỏa Khe Sanh lần 2 - mang tên Scotland II mà không thu được nhiều kết quả. Sau 1 tháng chiến đấu, QGP ghi nhận đã loại khỏi vòng chiến hơn 1.000 quân Mỹ, 11 máy bay các loại bị phá hủy và bắn rơi, 7 khẩu pháo và cối bị phá hủy, phá hỏng, đánh thiệt hại nặng Tiểu đoàn 3 Trung đoàn 4 TQLC Mỹ. Các tài liệu của Mỹ cũng xác nhận, tính riêng trong Chiến dịch Scotland II đã có 412 lính Mỹ thiệt mạng (gấp đôi con số 205 lính tử trận mà phía Mỹ chính thức đưa ra đối với toàn bộ trận chiến ở Khe Sanh).
Chiến dịch Scotland II kết thúc, lực lượng Mỹ ở Khe Sanh còn lại 5 tiểu đoàn TQLC, trong đó một bộ phận rải rác dọc Đường 9 để bảo vệ cho tiếp tế Khe Sanh và bảo đảm yểm hộ kịp thời, hiệu quả cho việc rút lui của lính Mỹ ra khỏi Khe Sanh khi cần thiết. Ngày 26 tháng 6, Đại tướng Abrams - chỉ huy quân Mỹ ở Việt Nam đã ra lệnh tiến hành chiến dịch Charlie, tổ chức cho lính Mỹ rút bỏ Khe Sanh. Quân Mỹ tại Khe Sanh được lệnh phá hủy tất cả các công trình, vũ khí hạng nặng không thể di tản để tránh lọt vào tay đối phương.
Tuy cuộc rút quân được sắp đặt rất bài bản, nhưng nhiều đợt rút quân của Mỹ vẫn bị QGP phát hiện và tổ chức chặn đánh. Trung đoàn 246 QGP liên tục tổ chức đánh Mỹ rút chạy trên hướng tây, nhưng do lực lượng quá mỏng nên chỉ đánh được nhóm bọc hậu sau cùng, không đánh được vào quân chủ lực nên không phá vỡ được đội hình rút lui. Trên hướng Nam, Trung đoàn 102 QGP đã rút về tuyến sau củng cố, Trung đoàn 88 cũng triển khai lực lượng đón đánh quân Mỹ trên hướng Đường 9, nhưng cũng chỉ đánh được bộ phận bảo vệ mà không đánh được đội hình rút quân chính. Riêng lực lượng pháo binh QGP đã tổ chức chặn đánh rất hiệu quả vào sân bay Tà Cơn và chặn đánh trên đường bộ gây cho quân Mỹ nhiều thiệt hại về lực lượng và vũ khí, phương tiện chiến tranh. Trong 3 ngày 15, 16, 17 tháng 7 năm 1968, Trung đội 2, đại đội 5, tiểu đoàn 75 được giao chốt ở cao điểm 710 thuộc vành ngoài Khe Sanh đã bắn hạ 7 máy bay trực thăng vận tải cỡ lớn CH-47.
Do những hoạt động tích cực của QGP nên cuộc hành quân rút khỏi Khe Sanh của Mỹ phải kéo dài gần 20 ngày, đến ngày 15 tháng 7 năm 1968 quân Mỹ mới rút hết quân về tập trung ở Cà Lu - Tân Lâm. QGP đã làm chủ Đường 9 đoạn từ Lao Bảo đến sát Cà Lu (trừ cứ điểm Động Tri), kiểm soát toàn bộ khu vực Khe Sanh - một địa bàn chiến lược quan trọng ở phía tây Đường 9. Quân nhân Mỹ cuối cùng rút khỏi khu vực vào 25 tháng 7, trước đó ngày 9 tháng 7 năm 1968, lá cờ Mặt trận Dân tộc Giải phóng miền Nam Việt Nam đã được cắm trên cột cờ sân bay Tà Cơn.
Trong gần 20 ngày chặn đánh quân Mỹ rút lui, E246 + một phần của sư đoàn 308 đã phối hợp với lực lượng vũ trang tại chỗ, được ghi nhận loại khỏi vòng chiến đấu 1.333 lính Mỹ, bắn rơi, phá hủy 34 máy bay, 5 khẩu pháo, súng cối và 5 xe vận tải.

## Điện Biên Phủthứ hai
Sở dĩ Chiến dịch Đường 9 – Khe Sanh được mệnh danh là "Trận Điện Biên Phủ thứ hai" vì giữa hai trận đánh này có những điểm tương đồng:
- Thứ nhất, cả Khe Sanh và Điện Biên Phủ đều tiếp giáp với biên giới Việt - Lào. Khe Sanh cách biên giới Việt - Lào chừng 20km, còn Điện Biên Phủ chỉ cách khoảng 8km.
- Điểm tương đồng thứ hai là địa hình đều hiểm trở, khó tiếp cận. Chỉ có thể tiếp cận Điện Biên Phủ bằng đường không. Đối với Khe Sanh, ngoài việc tiếp cận bằng đường không, còn có thêm cách tiếp cận bằng đường bộ thông qua Đường 9.
- Về tính chất của cả hai trận đánh lúc bấy giờ đã trở thành tâm điểm chú ý của báo chí và các cơ quan công luận khác. Đối với quân địch cả hai trận đều có bài học giống nhau, đó là sự thất bại.

Chính phủ Mỹ tuyên bố với báo chí và truyền thông là QGP đã chịu thương vong tới 10-15 ngàn người chết để nêu bật "chiến thắng" mà họ tuyên bố. Tuy nhiên, trong báo cáo mật mà MACV trình tướng Westmoreland (được giải mật sau này), quân đội Mỹ ước tính con số này chỉ khoảng 5.550, nghĩa là con số mà chính phủ Mỹ công bố cho dư luận đã bị phóng đại một cách cố tình. Tuy nhiên, ngay cả con số của MACV cũng bị cho là phóng đại, vì nó chủ yếu dựa trên những ước tính mơ hồ từ không ảnh, sóng vô tuyến... Sau 40 năm, tới thập niên 2010, giới sử học Mỹ đã tiếp cận được một số tài liệu của QGP về chiến dịch này. Thống kê của QGP cho biết tổn thất chính xác của họ chỉ là 2.469 người tử trận trong suốt chiến dịch (tính từ 20 tháng 1 đến 20 tháng 7 năm 1968), thấp hơn ước tính của Mỹ tới 6 lần.
Về phần mình, chính phủ Mỹ công bố thương vong của họ chỉ là 205 chết và 443 bị thương. Nghiên cứu của giới sử học Mỹ sau này đã chỉ ra nhiều thiếu sót có chủ ý trong việc tính toán thương vong khi đó, và con số thực tế cao hơn thế gấp khoảng 12 lần. Mức thương vong này sánh ngang với những trận đánh khốc liệt trong Chiến tranh Thái Bình Dương. Trong bối cảnh nước Mỹ đang chấn động vì cuộc Tổng tấn công Tết Mậu Thân, nếu con số thực bị lộ thì chẳng khác nào việc "đổ thêm dầu vào lửa" với những hậu quả lớn không thể lường trước.
Mặt khác, cho đến tận gần đây, có rất ít tài liệu của Hoa Kỳ được công bố về giai đoạn cuối của chiến dịch (chiến dịch Scotland II và chiến dịch Charlie), giai đoạn mà Hoa Kỳ phải rút khỏi căn cứ này. Do vậy, đa số các cuốn sách và phim tài liệu của Hoa Kỳ chỉ đề cập đến chiến dịch giải vây cho căn cứ (chiến dịch Pegasus vào tháng 4/1968) mà không nhắc tới việc quân Mỹ đã tổn thất hơn 3.000 quân trong các trận đánh sau đó ở quanh Khe Sanh, và cuối cùng phải tổ chức rút chạy khỏi Khe Sanh vào tháng 7/1968, ngay cả khi rút chạy cũng bị những đơn vị dự bị của đối phương chặn đánh tơi tả. Điều này khiến nhiều người phương Tây khi đọc về chiến dịch vẫn nghĩ rằng đó là một chiến thắng của Hoa Kỳ. Tuy nhiên, căn cứ trên những tài liệu mới được giải mật từ cả hai bên, nhà sử học Peter Brush khẳng định "không có lý do nào hợp lý để đặt trận đánh ở Khe Sanh vào danh sách những chiến thắng của quân đội Mỹ".
Sau khi rút bỏ Khe Sanh, tưởng như mọi việc đã xong, nhưng rồi Nhà Trắng lại chao đảo lần nữa vì Khe Sanh. Ngày 24 tháng 6, phóng viên John Carol của tờ Mặt trời Baltimore đã loan tin Bộ chỉ huy Mỹ "vừa buộc phải rút bỏ Khe Sanh, một căn cứ quân sự được (Mỹ) phòng thủ với một giá đắt, do vị trí rào cản có tính sống còn của nó ở dưới khu giới tuyến". Bộ chỉ huy Mỹ mập mờ phủ định tin này, nhưng John Carol khẳng định "Các thủy quân lục chiến biết việc này, người Bắc Việt Nam biết việc này, chỉ có nhân dân Mỹ là không biết. Mặc dù Bộ chỉ huy Mỹ giải thích việc này (bỏ Khe Sanh) là do những yêu cầu về quân sự đặt ra, nhưng miền Bắc cho đây là thất bại nghiêm trọng nhất cả về chiến thuật lẫn chiến lược của Mỹ trong cuộc chiến tranh này".
Theo báo cáo dành cho tổng thống 25 và 26 tháng 6 năm 1968, các cố vấn tổng thống đã phải nhanh chóng ra tay. Một là, họ thuyết phục hãng tin Mỹ tầm cỡ toàn cầu AP đừng đưa tin của Mặt trời Baltimore. Hai là, họ đã dự thảo để MACV ra một tuyên cáo. Cốt lõi cho tuyên cáo này là, quân Mỹ phải bỏ Khe Sanh chỉ vì "do địch đã thay đổi chiến thuật".
Tác động của Mỹ rút bỏ Khe Sanh đối với công luận được Peter Bush đánh giá như sau: "Tướng Abrams ra lệnh giữ bí mật chuyện đóng cửa căn cứ càng lâu càng tốt. Đến khi chuyện này buộc phải công bố chính thức, chỉ một lượng thông tin nhỏ được cung cấp. Sự kiện bỏ Khe Sanh được công luận Mỹ nhìn nhận một cách 'đầy ngờ vực và hoang mang'." Lầu Năm Góc ghi nhận việc công bố quyết định bỏ Khe Sanh là "một sứ mạng khó khăn về phương diện tuyên truyền". Chỉ trước đó 4 tháng, Tổng thống Mỹ là Johnson đã từng tuyên bố "sẽ giữ Khe Sanh bằng mọi giá", rồi 2 tháng trước, chính phủ Mỹ đã tuyên bố "chiến thắng" và "Khe Sanh đã được giải vây". Nay việc "lặng lẽ rút lui" đã bị lộ, đó sẽ là một đòn mạnh giáng vào uy tín của quân đội Mỹ, cũng như làm phong trào phản chiến càng dâng cao.
Ngày 7 tháng 7, tờ Thời báo New York đưa tin từ Hồng Kông cho biết: 70% người châu Á tin rằng lý do Mỹ phải bỏ Khe Sanh là bởi họ đã bị đối phương đánh bại, và bác bỏ cách giải thích của Mỹ, theo đó việc bỏ Khe Sanh là do "tình hình về quân sự đã thay đổi".
Không giống như một số trận đánh khác, Khe Sanh đã chiếm được chú ý của truyền thông đại chúng và công luận ở Mỹ. 25% thời lượng phim chiếu trên chương trình truyền hình buổi tối trong tháng 2 và tháng 3 năm 1968 tường thuật tình hình ở Khe Sanh. Riêng kênh CBS, tỷ lệ này là 50%. Viện Gallup đưa ra số liệu, cứ 5 người thì 1 vừa chuyển từ lập trường ủng hộ sang chống chiến tranh trong khoảng cuối tháng 2, đầu tháng 3. Vì thế, "cách tốt nhất để làm cho Khe Sanh khỏi gây ảnh hưởng xấu đối với công chúng Mỹ là bỏ căn cứ này". Vậy là, Khe Sanh đã trở thành nơi mà lần đầu tiên, Hoa Kỳ phải rút bỏ một căn cứ quân sự trọng yếu bởi áp lực của đối phương.

## Kết quả và ý nghĩa

### Với Hoa Kỳ
Việc giữ vững căn cứ Khe Sanh cho đến tháng 4 năm 1968 có thể coi là một thành quả về mặt chiến thuật của Mỹ. Dù nhiều đơn vị bị thiệt hại nặng, song quân Mỹ không bị tiêu diệt hoặc bắt sống toàn bộ như Pháp ở Điện Biên Phủ. Song cái giá phải trả là không hề rẻ, với gần 7.500 binh sĩ Mỹ và đồng minh thương vong chỉ trong 77 ngày (chưa kể thương vong trong 3 tháng sau đó), quân đồn trú tại Khe Sanh mất gần 1/2 quân số. Tỉ lệ thương vong này của lính Mỹ còn cao hơn trong Thế chiến thứ hai.
Cái giá quá đắt này khiến nhân dân Mỹ cảm thấy tức giận. Hãng Reuter bình luận: "Khe Sanh được ghi vào lịch sử cuộc chiến tranh của Mỹ ở Nam Việt Nam như một nơi phải trả với giá đắt nhất bằng máu...".
Cùng với tác động của chiến dịch Tết Mậu Thân, nhân dân Mỹ yêu cầu rút quân Mỹ về nước. Do đó, dù các tướng lĩnh Mỹ muốn tiếp tục bám trụ và thậm chí mở rộng căn cứ sang Lào, câu trả lời của Quốc hội là "Không". Cuối cùng, số phận của căn cứ được định đoạt khi các chính trị gia Mỹ không muốn đánh cược vận mệnh của hàng nghìn lính Mỹ một lần nữa, bởi nó sẽ dẫn tới một thảm họa chiến lược như trận Điện Biên Phủ đã gây ra cho Pháp. Họ quyết định phá hủy và rút khỏi Khe Sanh, chấm dứt vai trò chiến lược của nó. Mỹ mở Chiến dịch Scotland II tổ chức cho lính Mỹ rút khỏi Khe Sanh khi đó vẫn còn bị vây lỏng bởi mũi súng của 2 sư đoàn QGP. Quân Mỹ tiếp tục bị gần 1 sư đoàn truy kích trên đường rút lui.
Theo sử gia Ronald Spector, không có lý do nào hợp lý để coi trận đánh ở Khe Sanh là một chiến thắng của Hoa Kỳ như họ tự tuyên bố Với việc rút bỏ căn cứ, Khe Sanh đã khắc sâu trong tâm trí của nhiều người Mỹ như là một biểu tượng của sự hy sinh vô nghĩa và những chiến thuật lộn xộn đã khiến cuộc chiến tranh của Hoa Kỳ ở Việt Nam đi đến thất bại.

### VớiQuân Giải phóng miền Nam Việt Nam

#### Chính trị
Trong khi Hội nghị Paris về Việt Nam đang gặp bế tắc do phía Hoa Kỳ liên tục trì hoãn đàm phán thì chiến thắng tại Khe Sanh kết hợp với Tổng tấn công và nổi dậy xuân Mậu Thân 1968 đã giúp phía Chính phủ Cách mạng lâm thời Cộng hòa miền Nam Việt Nam đảo ngược tình thế, buộc Hoa Kỳ ngồi vào bàn đàm phán. Chiến thắng này cũng giúp QGP đánh bại chiến lược Chiến tranh cục bộ của Mỹ tại miền Nam Việt Nam.
Vào ngày cờ của Quân giải phóng được cắm trên đỉnh Tà Cơn, 22 giờ đêm, trung tướng Cao Văn Khánh, chỉ huy mặt trận Đường 9 ghi vào nhật ký: "Đài Phát thanh vừa phát xong bản thông cáo của Bộ Chỉ huy Mặt trận Khe Sanh. Chắc giờ này em của anh ở nhà cũng vui mừng phấn khởi với người thân nhất của mình đã đóng góp vào chiến thắng vẻ vang đó của dân tộc. Không những thế mà anh nghĩ rằng em đã đóng góp phần xứng đáng của mình vào chiến thắng oanh liệt Khe Sanh. Em đã động viên anh rất nhiều trong suốt 6 tháng nay, để suy nghĩ tìm mọi cách đem chiến thắng lợi cho miền Nam…".

#### Quân sự

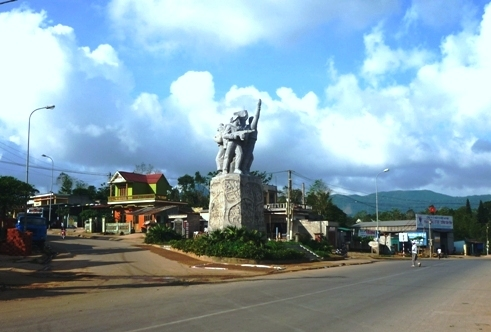
Tượng đài Chiến Thắng Khe Sanh

Trải qua 170 ngày đêm vây lấn Khe Sanh, QGP tuyên bố đã đánh thiệt hại nặng Quân đoàn III TQLC và Sư đoàn Không kỵ số 1 Mỹ, diệt 11.900 quân Mĩ và VNCH (trong đó có hơn 10 ngàn lính Mỹ), phá hủy 197 máy bay, 78 xe tăng - xe thiết giáp, 46 khẩu pháo, 50 kho đạn, giải phóng một địa bàn rộng lớn phía tây tỉnh Quảng Trị với 1 vạn dân, phá vỡ một mảng tuyến phòng ngự thép ngăn chặn ở địa đầu Nam Việt Nam. Thông báo của Bộ chỉ huy QGP tuyên bố: "Sau 170 ngày đêm chiến đấu liên tục, vô cùng anh dũng và quyết liệt, quân giải phóng Mặt trận Khe Sanh đã chiến thắng oanh liệt, đập tan một ý đồ ngông cuồng và ngoan cố của giặc Mỹ tại chiến trường Đường 9 - Bắc Quảng Trị, buộc chúng phải chịu thất thủ Khe Sanh".
Trong toàn chiến dịch, QĐNDVN & QGP có khoảng 3.000 người hi sinh, 4.394 người bị thương nặng được chuyển về tuyến sau, 7.289 người bị thương nhẹ hoặc bị ốm và được điều trị tại chỗ.
Thắng lợi tại Khe Sanh đã cho thấy một bước trưởng thành mới của QGP về chỉ đạo chiến lược, chiến thuật, hợp đồng binh chủng… Do những đột phá về chiến thuật nên hầu hết các trận đánh về sau tại Quảng Trị đều là hiệp đồng binh chủng.
Khi xét về mục tiêu chiến dịch, QGP đã hoàn thành cả hai mục tiêu, thậm chí coi như đã hoàn thành mục tiêu thứ 3 là giành quyền kiểm soát đối với Khe Sanh, mặc dù điều này đã không còn nhiều ý nghĩa về chiến thuật khi phía Mỹ đã chủ động rút quân và phá hủy căn cứ. Về mặt chiến lược, kế hoạch xây dựng Hàng rào điện tử McNamara nhằm cắt đứt đường mòn Hồ Chí Minh của Mỹ coi như phá sản. Đây là cơ sở để QGP coi đây là một thắng lợi chiến lược to lớn. Chủ tịch Hồ Chí Minh gửi điện khen: "...thắng lợi Khe Sanh tỏ rõ mưu lược và sức mạnh vô địch của quân, dân và cán bộ ta, góp phần vào thắng lợi to lớn của toàn miền Nam... mở đường cho những thắng lợi to lớn hơn nữa...". Sau chiến dịch, Sư đoàn 304 được tặng thưởng Huân chương Quân công hạng Nhì; các trung đoàn đều được tặng thưởng Huân chương, 1.482 cán bộ, chiến sĩ được tặng Huân chương; 2 chiến sĩ được tuyên dương Anh hùng lực lượng vũ trang nhân dân.
Đây là lần đầu tiên QGP dàn quân ở cấp sư đoàn đối mặt với quân Mỹ. Tuy phải chịu thương vong lớn do hỏa lực của Mỹ, đặc biệt là bom B-52 rải thảm, song họ cũng gây thiệt hại nặng tương đương cho các lực lượng tinh nhuệ bậc nhất của Mỹ là TQLC, Không kỵ và lực lượng biệt kích CIDG. Đây là thành tích đáng khích lệ đối với QGP, khi họ là bên tấn công và hoàn toàn lép vế về hỏa lực.
Với việc Mỹ bỏ Khe Sanh, Hàng rào điện tử McNamara coi như cáo chung. Kế hoạch chiến lược mà Mỹ đang xây dựng nhằm cắt đứt đường mòn Hồ Chí Minh coi như phá sản. Từ đây về sau, không còn căn cứ nào có thể uy hiếp trực tiếp tuyến đường cùng dòng hàng đưa ra tiền tuyến. QGP nhanh chóng tận dụng kết quả thu được: Từ cuối năm 1968, thêm một tuyến đường Trường Sơn được mở, thường gọi là đường Trường Sơn Đông để phân biệt với các tuyến ở phía Tây. So với các tuyến phía Tây, đường Trường Sơn đông ngắn hơn và ít khúc khuỷu hơn, nên việc đưa hàng hóa và bộ đội vào miền Nam nhanh hơn đáng kể.
Do đó có thể nói trận Khe Sanh là trận thắng lớn nhất của năm 1968 (thắng lớn hơn cả cuộc nổi dậy ở Huế), làm bàn đạp cho các chiến dịch lớn của QGP sau này (chiến dịch Hạ Lào, chiến dịch Hè 1972...), và cuối cùng là chiến dịch quyết định Xuân 1975, đúng như lời Chủ tịch Hồ Chí Minh nói: "Mở đường cho những thắng lợi to lớn hơn nữa...".

## Hình ảnh

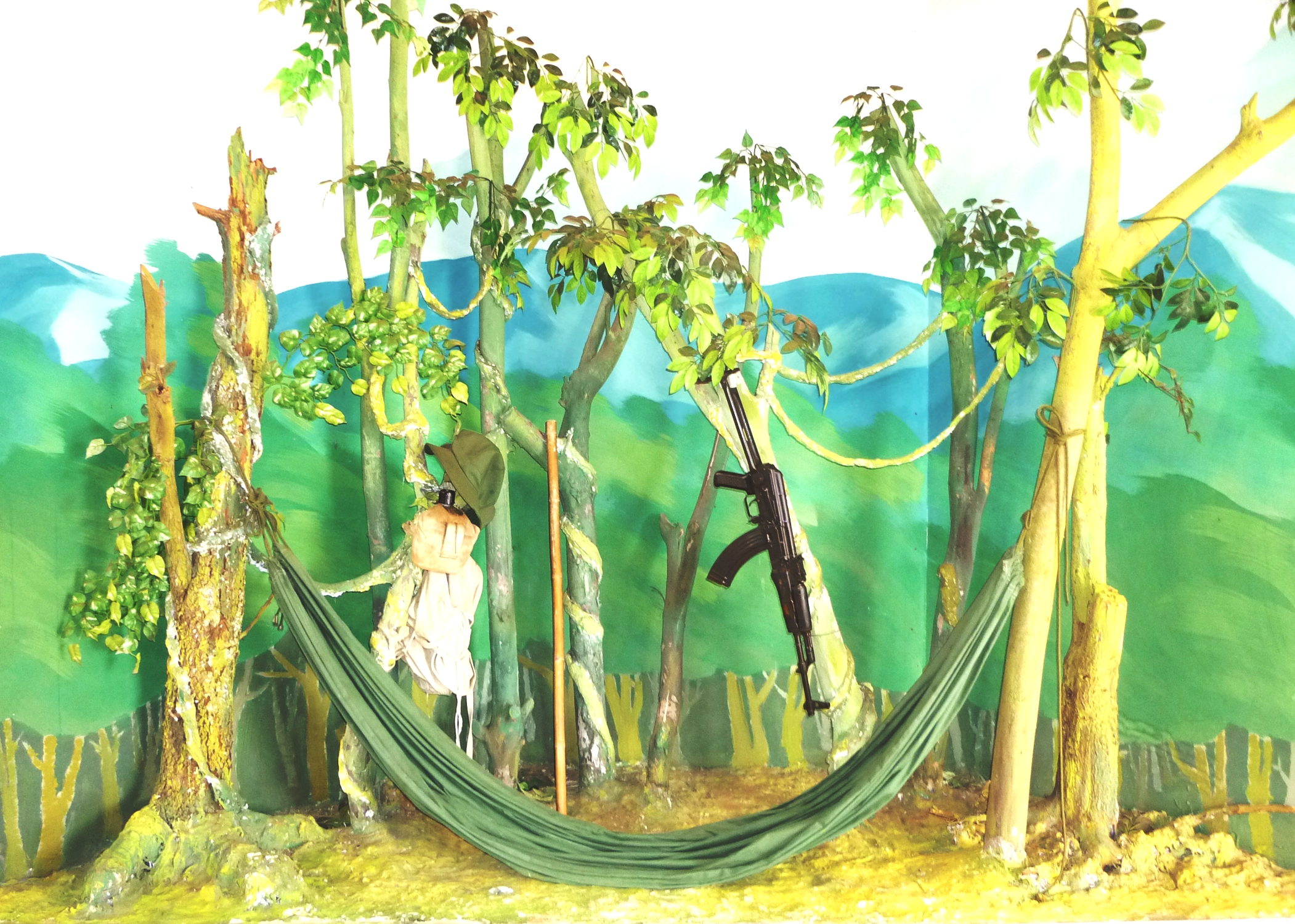
Chiếc võng Trường Sơn
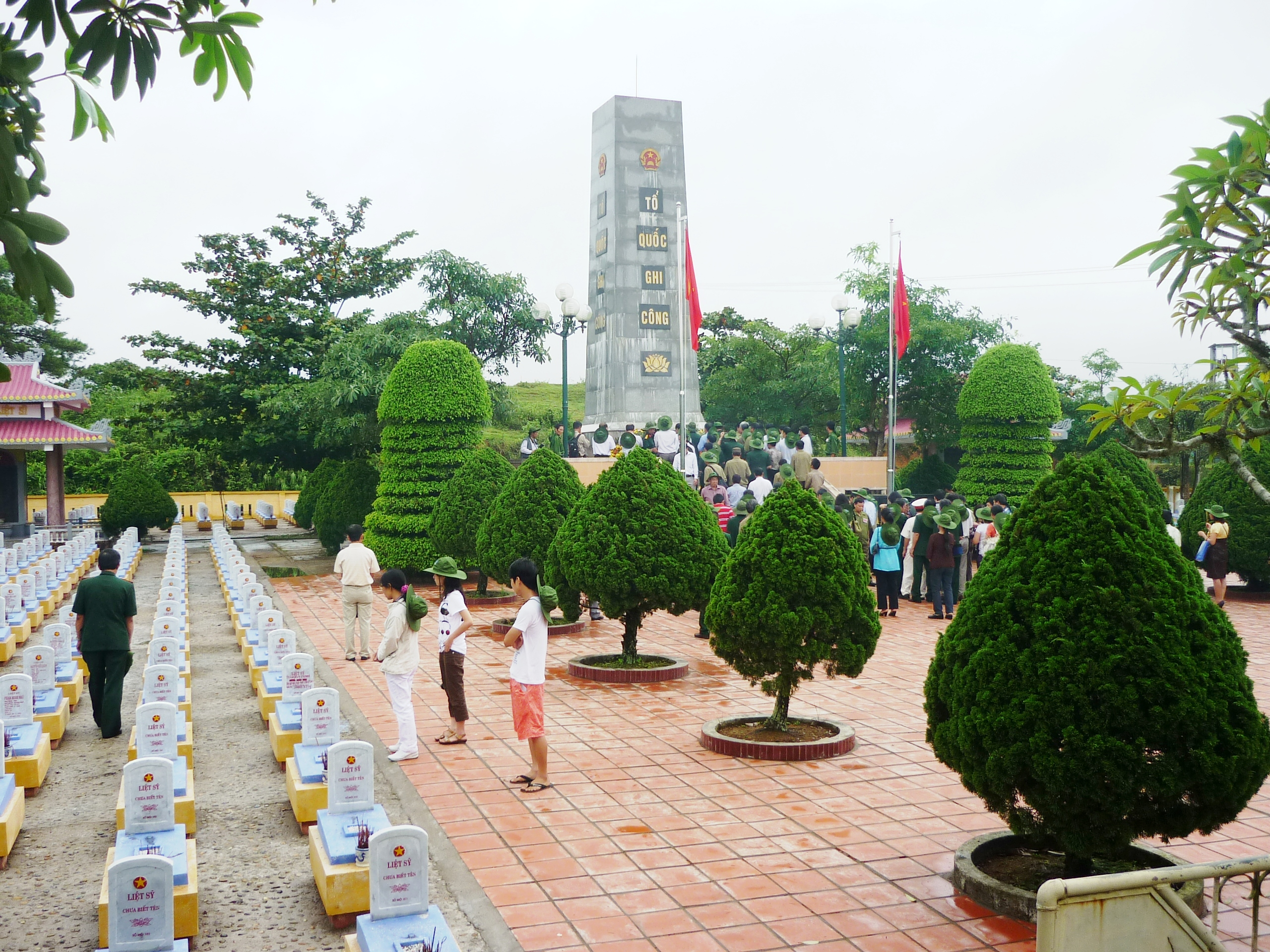
Nghĩa trang Khe Sanh 1
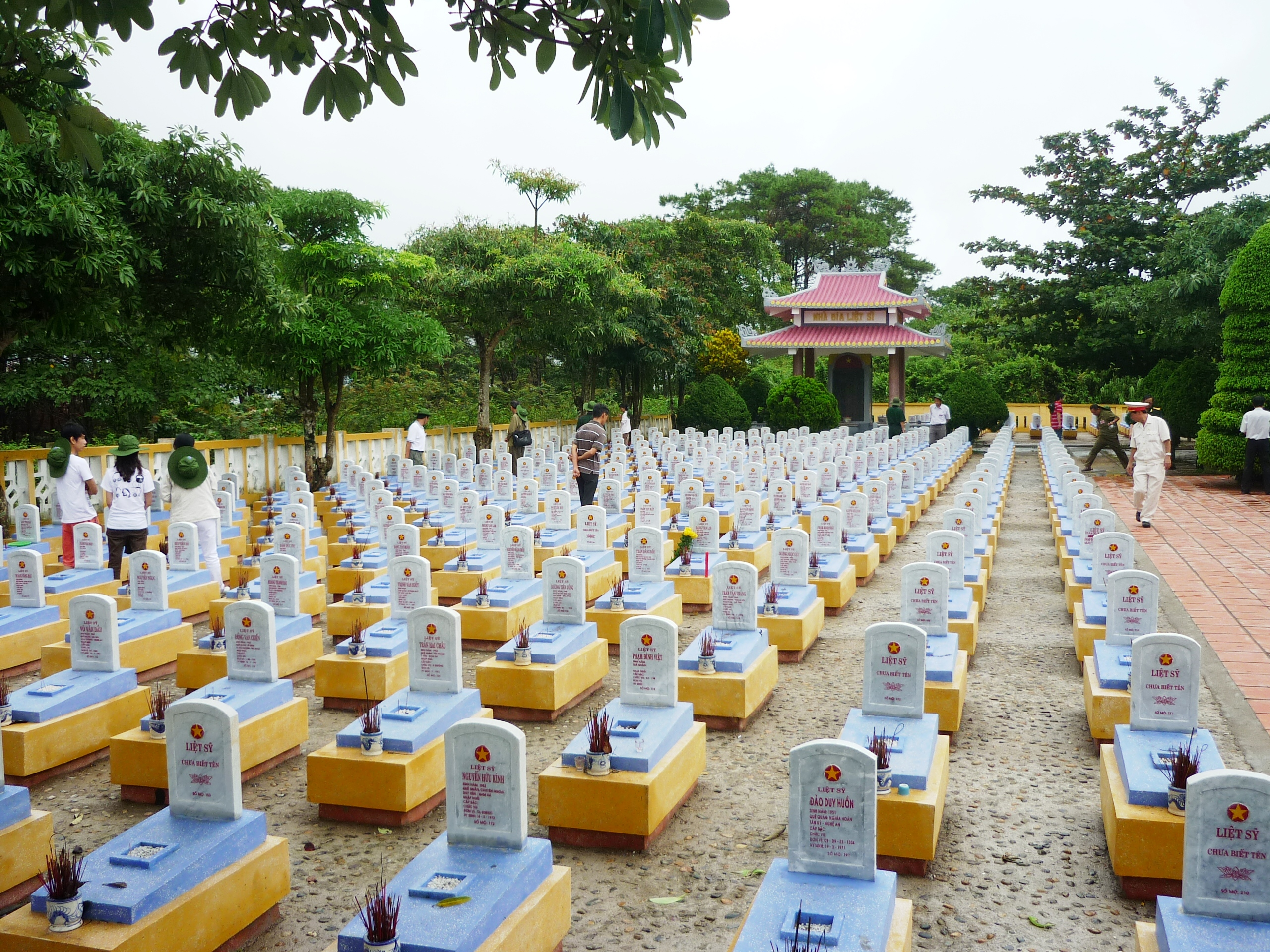
Nghĩa trang Khe Sanh 2
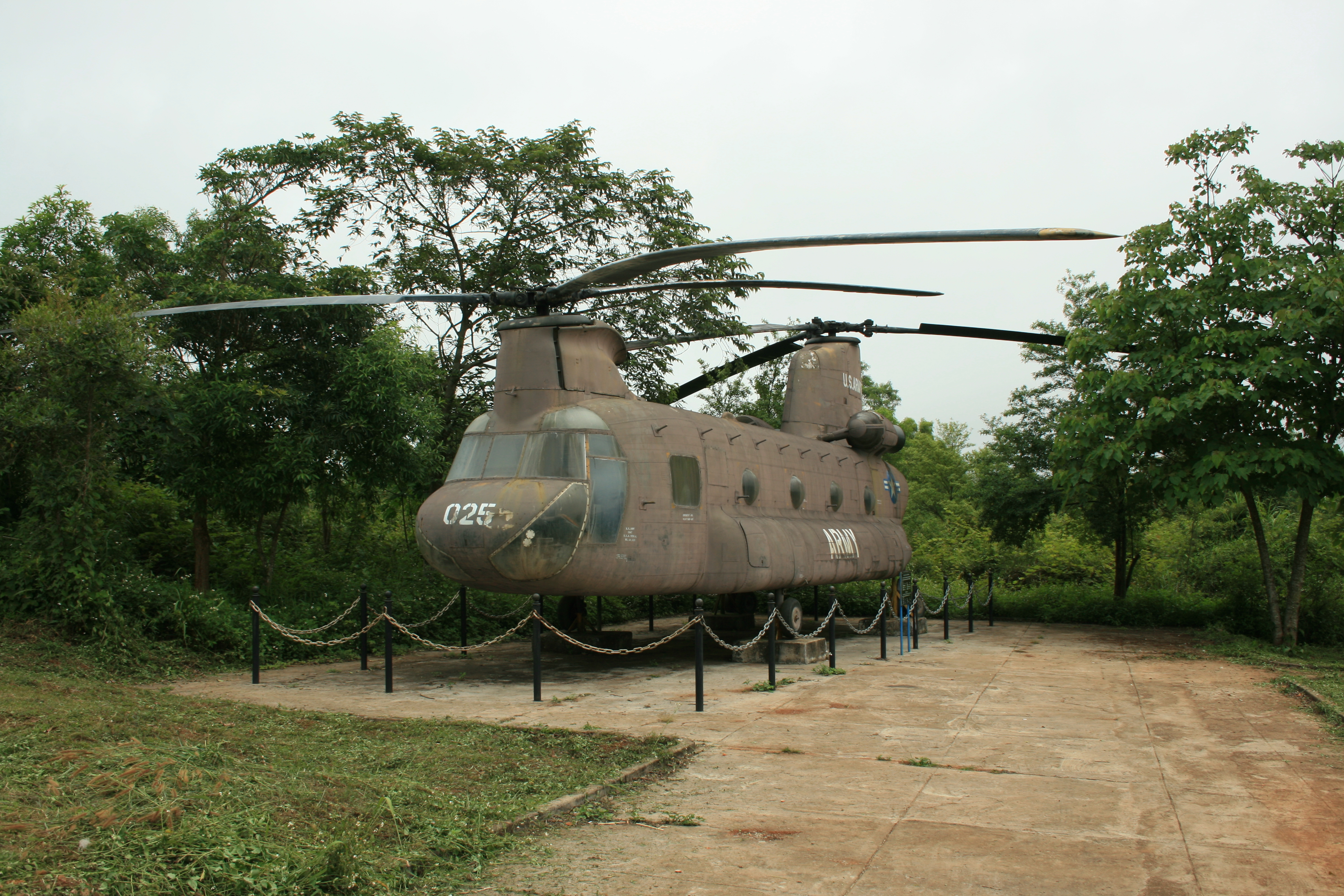
Xác 1 chiếc CH-47 Chinook của Mỹ tại bảo tàng Khe Sanh